# История Иерусалима
Древнейшая часть Иерусалима была заселена в 4-м тысячелетии до н. э., что делает его одним из древнейших городов мира. За свою долгую историю, Иерусалим был как минимум дважды разрушен, 23 раза осаждён, 52 раза атакован и 44 раза завоёван либо вновь отвоёван. В разное время городом владели Израильское царство, Иудейское царство, Вавилон, Персидская империя и империя Александра Македонского, Египет Птолемеев, Сирия Селевкидов. После еврейского восстания во II веке до н. э. на некоторое время было восстановлено Иудейское Царство, но уже в 6 году н. э. на месте него была провозглашена римская провинция Иудея. Вслед за распадом Римской империи, Иерусалим отошёл к Византии. После Византии город принадлежал арабским халифатам, крестоносцам, государствам Айюбидов и мамлюков, Османской и затем Британской империям, Иордании и, наконец, Израилю.
Учитывая центральное место, отводимое Иерусалиму как еврейским (сионизм), так и палестинским национализмом, на избирательность, неизбежную при резюмировании более чем 5000-летней истории его населённости, часто накладывается идеологическая предвзятость или предшествующий опыт авторов. Еврейские периоды истории города важны для израильских националистов, дискурс которых опирается на тот факт, что современные евреи происходят от израэлитов и маккавеев, в то время как исламский, христианский и другие нееврейские периоды его истории важны для палестинского национализма, дискурс которого производит современных палестинцев от всех разнообразных народов, населявших регион. В результате каждая из сторон утверждает, что история города была политизирована оппонентами, дабы подкрепить притязания последних на город, и что это подтверждается разностью акцентов, придаваемых различными авторами разнообразным событиям и эрам в истории города.

## Древний период

### Прото-ханаанский период
История Иерусалима начинается в протогородском периоде. Археологические исследования города начались в 1864 году и продолжаются до настоящего времени. Археологические свидетельства указывают на то, что первое поселение на юго-восточной окраине современного Иерусалима было основано возле источника Гихон (в Городе Давида, на восточном склоне Храмовой горы), уже в Медном веке, — между 4500 и 3500 годами до н. э., — и доказывают наличие постоянного поселения в период раннего Бронзового века (ок. 3000—2800 до н. э.). Некоторые археологи, включая Кэтлин Кеньон, считают, что Иерусалим был основан северо-западносемитским народом, а организованные поселения начали появляться примерно с 2600 года до н. э.; первое из них располагалось на горе Офель. Надав Нааман настаивает, что его укрепление, как центра царства, датируется около XVII века до н. э.
Возможно упоминание названия Шалем в документах Эблы (Сирия) (2300 год до н. э.), однако оно ставится рядом исследователей под сомнение. Самым ранним упоминанием Иерусалима могут быть Тексты проклятий на египетских статуэтках Среднего царства Египта (XII египетская династия, ок. 2000 года до н. э.), содержащие проклятия враждебным городам, в которых он обозначен под названием rwš3lmm, что в разных вариантах транскрибируется, как Рушалимум/Урушалимум. Этот город широко (но не единогласно) отождествляется с Иерусалимом.
Арамейский апокриф Книги Бытия из свитков Мёртвого моря (1QapGen 22:13), равно как и большинство еврейских комментаторов, отождествляет Иерусалим с прежним «Салемом» (שלם), о котором в Быт. 14:18 сказано, что он был царством Мелхиседека. Это имя означает «мой царь Цедек»; считается, что цедек здесь относится либо к ханаанскому божеству Сидику, либо к слову праведный.

Когда он (Авраам) возвращался после поражения Кедорлаомера и царей, бывших с ним, царь Содомский вышел ему навстречу в долину Шаве, что [ныне] долина царская; и Мелхиседек, царь Салимский, вынес хлеб и вино, — он был священник Бога Всевышнего, — и благословил его, и сказал: благословен Аврам от Бога Всевышнего, Владыки неба и земли; и благословен Бог Всевышний, Который предал врагов твоих в руки твои. [Аврам] дал ему десятую часть из всего.
— Быт. 14:17—20

Мелхиседек, царь Салима, священник Бога Всевышнего, тот, который встретил Авраама и благословил его, возвращающегося после поражения царей, которому и десятину отделил Авраам от всего, — во-первых, по знаменованию [имени] царь правды, а потом и царь Салима, то есть царь мира.
— Евр. 7:1—2
Другие ранние ивритские источники, ранние христианские версии стиха и таргумим, однако помещают Салем в Северном Израиле возле Шехема (или Сихема) — ныне Наблус — города, наделённого некоторой значимостью в ранних ивритских священных писаниях Возможно, редактор апокрифа Книги Бытия желал разрушить ассоциацию Мелхиседека с регионом Шехема, который в то время находился под властью самаритян. Сколь бы вероятным это ни было, поздние раввинические источники также отождествляют Салем с Иерусалимом, главным образом для того, чтобы связать Мелхиседека с более поздними традициями Храма.
Согласно одной еврейской традиции, о которой сообщает Мидраш, Иерусалим был основан предками Авраама Шемом и Эвером.

### Период Ханаана и Нового Царства египетского
Археологические свидетельства указывают на то, что к XVII веку до н. э. ханаанеи построили массивные стены (4-х и 5-тонные валуны, 8 метров в высоту) с восточной стороны Иерусалима, чтобы защитить свою систему водоснабжения.
В раскопках около Доминус Флевит (капелла «Плач Господень») отцами францисканцами были обнаружены изделия из керамики и фаянса, относящиеся к XVI веку до н. э., а также украшения в виде жука-скарабея из Египта Тель-Амарнского периода.
В конце Бронзового века (ок. 1550—1400 до н. э.), после того как при Яхмосе I и Тутмосе I египетское Новое царство вновь объединило Египет и распространилось в Левант, Иерусалим стал вассалом Египта. Он был столицей египетского вассального города-государства, скромным поселением с маленьким египетским гарнизоном, управлявшим несколькими близлежащими сёлами и пасторальными территориями. Правили городом назначенцы, такие как Абди-Хеба. В письмах Амарны (1330-е годы до н. э.) содержится дипломатическая переписка между Абди-Хебой и его сюзереном Аменхотепом III, в которой Иерусалим называется Урушалим.
Во времена Сети I и Рамсеса II, по мере роста процветания, осуществлялось крупное строительство.
Мощь египтян в регионе начала уменьшаться в XII веке до н. э., в период катастрофы Бронзового века. Моментом, отметившим начало этого спада, была битва в Джахи (Джахи — египетское название Ханаана) в 1178 году до н. э. между Рамсесом III и Народами моря. Постепенный упадок центральной власти привёл к росту в регионе независимых царств.

### Библейский период
Согласно Пятикнижию, Иерусалим в этот период был известен под названием Шалем или Иевус, и был столицей независимого ханаанского (доеврейского) населения Иудеи того времени, именовавшегося иевусеями. Под названием Сион (Цион), значение которого неизвестно (возможно, цитадель или укреплённый холм), в Библии первоначально подразумевалась крепость иевуситского города. Однако до прихода евреев царями Иерусалима были амореи (Иисуса Навина 10:5).
В библейском повествовании этот период совпадает со вторжением Иисуса Навина. В Библии Иерусалим описывается, как находящийся внутри территории, отведённой колену Вениаминову, хотя и оккупированной иевусеями.

### Период Первого Храма (950—586 до н. э.)

#### Независимые Израиль и Иудея (Дом Давида)

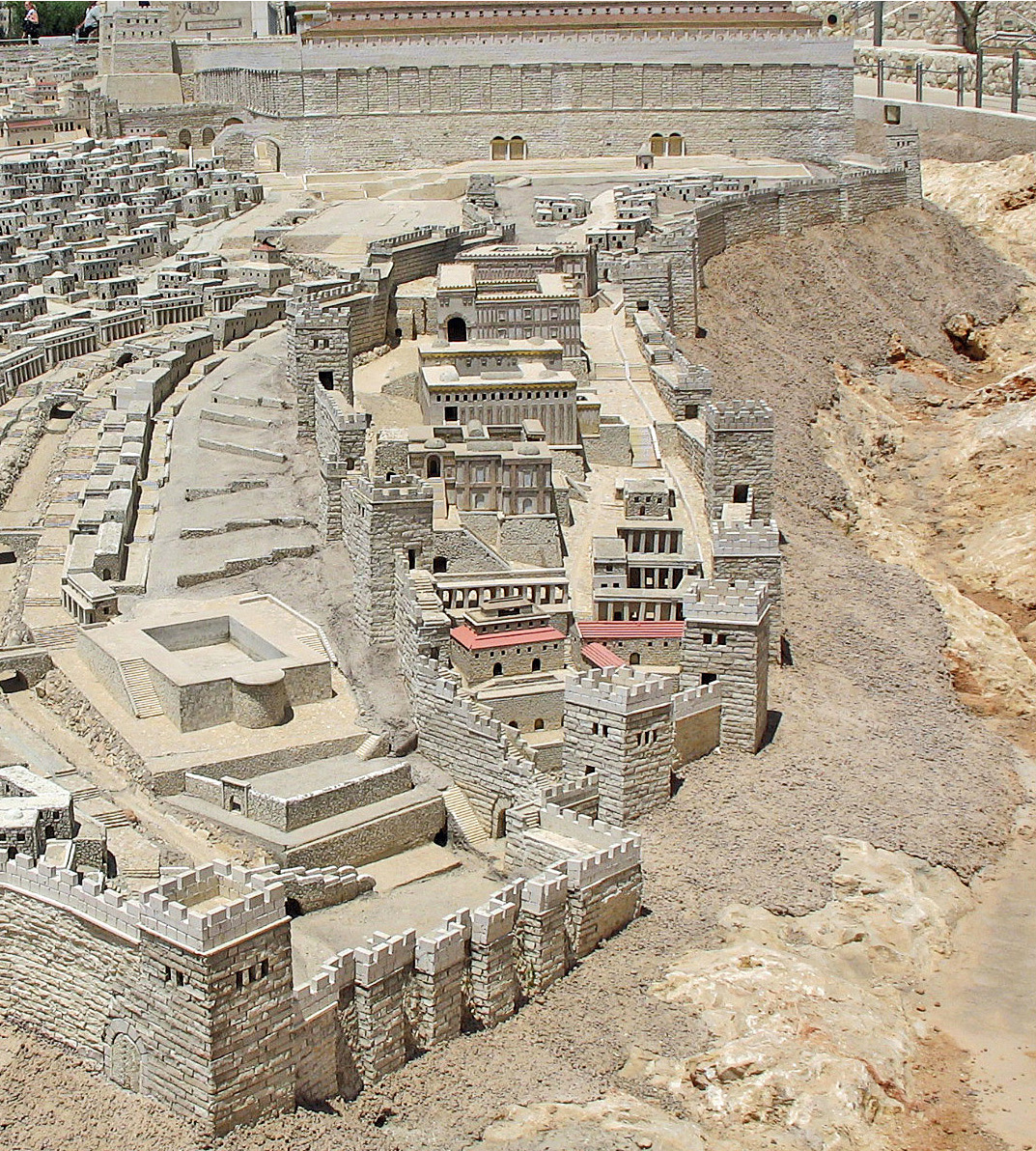
Реконструкция Града Давида. I век н. э.

Согласно Библии, история города эпохи колен Израилевых началась с окружения Иевуса евреями под предводительством царя Давида (ок. 1000 года до н. э.). Сказано, что Давид завоевал город в результате осады и перенёс туда из Хеврона свою столицу. Давид построил здесь свой город, который получил название Ир Давид («Град Давида»), ставший затем столицей объединённого Израильского царства и одним из его нескольких религиозных центров.
Согласно Книге Самуила, иевусеям удавалось противостоять попыткам израэлитов захватить город, и ко времени царя Давида они насмехались над этими попытками, утверждая, что даже слепые и хромые могли бы отразить армию израэлитов. Как сообщает масоретский текст для книги Самуила, Давиду тем не менее удалось захватить город скрытно, послав свои войска через «водяную шахту» и атаковав город изнутри. В настоящее время археологи рассматривают этот вариант как нереальный, поскольку сегодня известно, что источник Гихон — единственное известное местоположение, из которого в город вели водяные шахты — тщательно оборонялся (и поэтому нападение по этому маршруту было бы скорее очевидным, нежели тайным). Более ранний текст Септуагинты указывает, что силы Давида нанесли иевусеям поражение, воспользовавшись кинжалами, а не при помощи водяных туннелей, проходящих через источник Гихон.
Согласно библейскому повествованию, во время — и, возможно, до — периода, когда город контролировался Давидом, в Иерусалиме был другой царь — Аравна, являвшийся, возможно, иевусейским царём Иерусалима.

Иевусеев, жителей Иерусалима, не могли изгнать сыны Иудины, и потому иевусеи живут с сынами Иуды в Иерусалиме и по сей день.
— Нав. 15:63
Город, который в тот момент стоял вдоль Офеля, был, согласно библейским текстам, расширен к югу и провозглашён Давидом столицей Израильского царства. Давид торжественно перенёс туда величайшую еврейскую святыню — Ковчег Завета (2Цар. 6). Возможно, выбор был продиктован тем фактом, что, находясь на территории между наделами колена Иуды (Иехуды) (к которому принадлежал Давид), и колена Вениамина (Биньямина) (к которому принадлежал первый царь Израиля Саул), Иерусалим не являлся частью племенной системы Израиля, и тем самым подходил на роль центра его федерации. Перенеся Ковчег Завета — символ присутствия Бога — в город, не принадлежавший ни одному из колен и бывший в личном владении царя, Давид тем самым превратил свою столицу в святой город, вокруг которого концентрировалась религиозная жизнь всех двенадцати колен Израиля.
Мнения расходятся относительно того, могут ли большое каменное строение и близлежащее ступенчатое каменное строение быть отождествлены с дворцом царя Давида, или относятся к более позднему периоду.

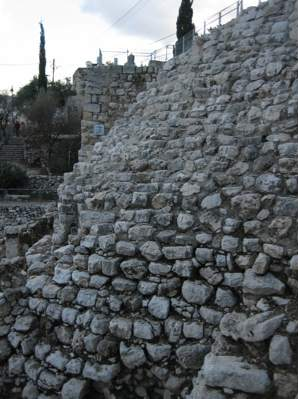
Ступенчатое каменное строение, Город Давида

Согласно Книгам Самуила, Давид купил у Аравны гору Мориа, где воздвиг на месте гумна жертвенник Богу Израиля, чтобы остановить поразившую народ эпидемию. Согласно Библии, это и есть гора Мориа, где происходило жертвоприношение Исаака (2Пар. 3:1). Давид намеревался воздвигнуть на этом месте Храм, однако, вняв словам пророка Нафана (Натана), оставил эту миссию своему сыну Соломону. Часть исследователей Библии рассматривают этот эпизод, как попытку автора повествования обосновать для израэлитов наличие ранее существовавшего святилища на месте последующего Храма.
Согласно библейскому повествованию, царь Давид правил 40 лет. По общепринятой оценке, завершение его правления приходится на 970 год до н. э. Библия утверждает, что на смену Давиду пришёл его сын Соломон (970—930 годы до н. э.).
Царь Соломон расширил крепостные стены, а на четвёртый год своего царствования, в 480 году после Исхода евреев из Египта, приступил к строительству более основательного Святого Храма на горе Мориа — на том месте, которое Паралипоменон отождествляет с алтарём Давида. Строительство Храма длилось 7 лет: с 957 по 950 год до н. э. (по другим данным, с 1014 по 1007). Храм являлся частью комплекса царского дворца и, несомненно, доминировал над окружающими постройками. Дворец располагался рядом с Храмом и сообщался с ним посредством отдельного входа. Недалеко от Храма Соломон также построил свой летний дворец и дворец для дочери египетского фараона, которую взял в жёны. Строительство всего храмового комплекса длилось 16 лет.
Со временем гора Мориа, на которой стоял Храм, стала считаться Божией горой, а Храм — жилищем Господним. Уже древнейшие пророки провозглашают, что Сион (частью которого является гора Мориа) является исключительным местопребыванием Господа на земле (как некогда гора Синай). Храм Соломона (позже ставший известным, как Первый Храм), продолжал играть центральную роль в еврейской истории, как место хранения Ковчега Завета. Храм стал крупным культурным центром региона; в итоге, в особенности после религиозных реформ, — как, например, реформы иудейского царя Езекии (Хизкиягу) и Иосии (Иошияу), — Иерусалимский храм стал главным местом богослужения, в ущерб другим, ранее влиятельным, ритуальным центрам — таким, как Шило и Бейт-Эль. Соломон также описывается, как деятель, создавший ещё нескольких важных строительных объектов в Иерусалиме — включая сооружение его дворца и Милло (идентификация которого является несколько спорной). Археологи расходятся относительно того, подкрепляется ли библейский текст доказательствами, полученными при раскопках. Эйлат Мазар исходит из того, что её раскопки вскрыли остатки крупных каменных строений, относящихся к интересующему периоду времени, в то время как Израиль Финкельштейн оспаривает как интерпретацию, так и датировку находок.
Согласно Библии, к концу правления Соломона, то есть ок. 930 года до н. э., десять северных колен Израилевых откололись от Объединённой Монархии (хотя Израиль Финкельштейн и другие оспаривают само существование объединённой монархии в принципе), чтобы обзавестись своими собственными царями, пророками, священниками, религиозными традициями, столицами и храмами в северном Израиле. Южные племена, — а именно колена Иуды и Вениамина, — вместе с священниками-ааронидами, остались в Иерусалиме, каковой стал столицей Иудейского царства. Израильское царство расположило свою столицу в Сихеме в Самарии. Томас Л. Томпсон настаивает, что он стал городом и получил возможность выступать в качестве столицы государства только в середине VII века.
Как Библия, так и региональные археологические свидетельства указывают на то, что в период между 925 и 732 годами до н. э. регион был политически нестабилен. В 925 году до н. э. в регион вторгся египетский фараон Третьего переходного периода Шешонк I, вероятно, идентичный Шишаку — первому фараону, упомянутому в Библии, который захватил и разграбил Иерусалим. Примерно семьюдесятью пятью годами позже армия Иерусалима участвовала в завершившейся без определённого результата Каркарской битве с новоассирийским царём Салманезером III. Согласно Библии, Иехошафат Иудейский был в это время союзником царя Северного Израильского царства Ахава.
Библия указывает, что вскоре после этой битвы Иерусалим был окружён филистимлянами, арабами и эфиопами, которые ограбили дом царя Иехорама и забрали с собой всю его семью, за исключением его младшего сына Ахазиягу.
Двумя десятилетиями позже, большая часть Ханаана, включая Иерусалим, была завоёвана царём Арамейского Дамаска Азаилом. Согласно Библии, Иегоахаз Иудейский отдал все драгоценности Иерусалима в качестве дани, но Азаил, тем не менее, уничтожил в городе «всех князей народа». А пол-столетия спустя город был окружён Иегоахазом Израильским, который уничтожил стены и взял в плен Амасию.
Западный хребет за долиной Тиропеон вошёл в черту города во времена царя Езекии (Хизкияу) в VIII веке до н. э. (727—698 годы до н. э.). Археологические артефакты периода колен Израилевых включают также туннель Хизкиягу — водопровод, построенный Хизкиягу и декорированный античной ивритской надписью, известной как силоамская надпись, Широкую стену — защитное укрепление, построенное в VIII веке до н. э. также Хизкиягу, силуанский монолит и гробницу царского распорядителя, которые были декорированы монументальными ивритскими надписями, и Израэлитскую Башню — остатки древних укреплений, построенных из больших прочных каменных блоков с резными краеугольными камнями. В 2012 году возле Арки Робинсона был обнаружен огромный резервуар для воды, датируемый этим периодом, что указывает на существование в период Иудейского царства плотно застроенного квартала на протяжении участка к западу от Храмовой горы.
К концу периода Первого Храма Иерусалим был единственным действующим религиозным святилищем в царстве, и центром регулярного паломничества; археологи считают этот факт, в целом, подтверждённым свидетельствами, хотя там сохранялся более персональный культ, включавший изображения Ашеры, которые обнаруживаются по всей стране вплоть до конца этой эры.

#### Нео-Ассирийская и Нео-Вавилонская империи
Иерусалим был столицей Иудейского царства около 400 лет. Он пережил ассирийскую осаду 701 года до н. э. Сеннахиримом (Санхеривом) — в отличие от Самарии, столицы Северного Израильского царства (более того, когда в 722 году до н. э. Северное царство захватили ассирийцы, мощь Иерусалима возросла благодаря огромному притоку беженцев; а разрушение ассирийцами израильских храмов в Дане и в Вефиле (Бет Эле) в 732 и 721 годах до н. э. укрепило положение Иерусалимского храма в качестве центрального святилища всех израильских колен. В результате, паломники из бывшего Израильского царства прибывали на Песах в Иерусалим). Согласно Библии, это произошло благодаря чуду, в момент которого ангел убил 185000 солдат армии Сеннахирима; чудесное избавление Иерусалима и вместе с ним всей Иудеи от нашествия Сеннахирима ещё больше окружило Иерусалимский храм ореолом святости и чудодейственной силы. (Согласно собственному рассказу Сеннахирима, сохранившемуся в призме Синаххериба — надписи, современной данному событию — царь Хизкиягу был «заперт в городе, подобно птице в клетке», и в конечном счёте убедил Сеннахирима уйти, послав ему «30 талантов золота, и 800 талантов серебра, и многообразные драгоценности — богатые и великолепные трофеи».)
С восшествием же на престол благочестивого царя Иосии (Иошияу) в 662 году до н. э. были ликвидированы все языческие культы, разрушены алтари в культовых центрах северных колен, и Иерусалимский храм был окончательно превращён в национально-религиозный центр. С тех пор в Иудее было одно единственное Святилище, куда совершали паломничество даже самаритяне — что можно заключить из того, что после разрушения Иерусалима и основания политического центра в Мицпе самаритяне из Сихема (Шхема), Силома (Шило) и Самарии направлялись в религиозных процессиях в «Дом Божий», в Мицпе.
В 605 году до н. э., при царе Иоакиме, Навуходоносор осадил Иерусалим. Иоаким поспешил откупиться от него частью сокровищ Храма и выдал в качестве заложников юношей из знатных иудейских семей, среди которых был и будущий известный пророк Даниил. Иудея стала данником Вавилона и часть народа была уведена в Вавилон (Дан. 1:1).
Осада Иерусалима в 598 году до н. э. привела к подчинению города вавилонянами, которые затем забрали молодого царя Иегояхина в плен в Вавилонию, вместе с большинством аристократов. Вавилонский царь Навуходоносор «вывез все сокровища дома Господня… и изломал… все золотые сосуды, которые Соломон, царь Израилев, сделал в храме Господнем» (4Цар. 24:13).
После того, как Цедкиягу, возведённый на трон Навуходоносором, который в то время был правителем самой мощной империи, восстал и объявил отделение Иудеи от Вавилона, вавилоняне под предводительством Навузардана в 586 год до н. э. (в 423 году до н. э., согласно традиционной еврейской хронологии) повторно захватили город. Навуходоносор убил потомков Цедкиягу у него на глазах и выколол ему глаза, так чтобы это было последнее, что Цедкиягу когда-либо видел. Затем вавилоняне забрали Цедкиягу в плен, вместе с высокопоставленными жителями Иудеи. После этого вавилоняне опустошили и сожгли Храм Соломона до самого основания, разрушили городские стены и назначили Гедалью, сына Ахикама, правителем Иудеи. После 52 дней правления Ишмаэль, сын Нетании — выжившего потомка Цедкияху — убил Гедалью по наущению Баалиса, царя Аммона. Ковчег Завета был при этом утерян. Большинство жителей Иерусалима были убиты, оставшиеся взяты в плен и угнаны в рабство в Вавилонию. Часть сохранившегося населения Иудеи, опасаясь мести Навуходоносора, бежала в Египет. Так завершился период Первого Храма.

### Пост-кризисный период (поздней Римской империи)
Иерусалим постепенно приобретает христианский облик. В 325 году римский император Константин I вернул название Иерусалим и восстановил город, как центр христианского богослужения. В том же году Иерусалим был особо отмечен в VII Каноне Первого никейского собора. Константин распорядился о сооружении в городе христианских святых мест, включая (в 335 году) Храм Гроба Господня. Мать Константина, Елена, совершила паломничество в Иерусалим и заявила об обретении Христова креста.
В 361 году на престол Римской империи взошёл Юлиан (361—363 годы), которого христиане называют «отступником» (Apostata), за его стремление вернуться к старой языческой религии. В декабре 361 года, воцарившись на троне в Константинополе, Юлиан начал проведение в жизнь новой имперской религиозной политики. Он объявил о свободе отправления культа на подвластной ему территории, в том числе и для различных христианских сект, и о возврате конфискованного имущества языческих храмов. Среди прочего, Юлиан обнародовал также и свой план восстановления еврейского Храма в Иерусалиме. Местное население к тому времени было преимущественно христианским, и относилось к строительству враждебно. 26 мая 363 года работы по восстановлению Храма были прекращены из-за пожара, который возник в результате стихийного бедствия или аварии на Храмовой горе. А спустя месяц Юлиан пал в бою, и его место занял христианский полководец Иовиан, который положил конец всем его планам.
В 614 году армия Сасанидской империи осадила и захватила Иерусалим, принадлежавший в то время Византии. Это событие является одним из эпизодов Ирано-византийской войны 602—628 годов, которая, в свою очередь, стала последней в серии римско-персидских войн III—VII веков.
Ираклий торжественно вошёл в Иерусалим в 630 году и восстановил фрагменты Честного и
Животворящего Креста Господня в церкви Гроба Господня, евреи предположительно были насильно крещены, в наказание за ту роль, которую они якобы сыграли во время падения города
16 лет назад.

## Средние века
В целом, история Иерусалима на протяжении Средних веков — это история упадка. Иерусалим был крупным городом Византийской империи, процветал на протяжении первых столетий мусульманского правления (640—969 годов); однако под властью Фатимидского халифата (конец X—XI век), — ко времени завоевания христианами в 1099 году, — его население сократилось с примерно двухсот до менее ста тысяч. При захвате города христиане перебили большую часть его населения, и хотя в период Иерусалимского королевства оно быстро восстановилось, в 1244 году оно вновь было истреблено, когда город отвоевали хорезмские тюрки — в живых осталось менее 2000 человек. После этого город оставался тихой заводью поздних средневековых мусульманских империй, и лишь в XVI веке его население вновь превысило 10 000 человек. Он переходил из рук в руки различных мусульманских фракций, пока в 1517 году не был окончательно завоёван османами.

## Новое время — османское правление (XVI—XIX века)

### Ранний османский период

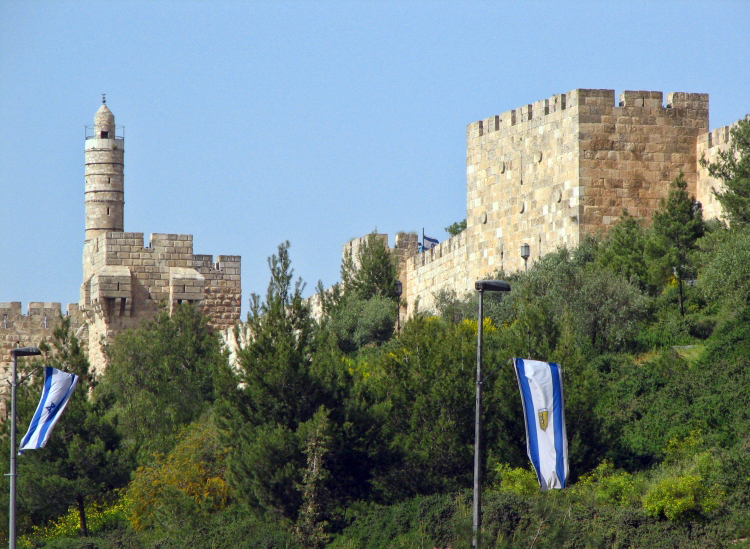
Цитадель Давида и османские стены

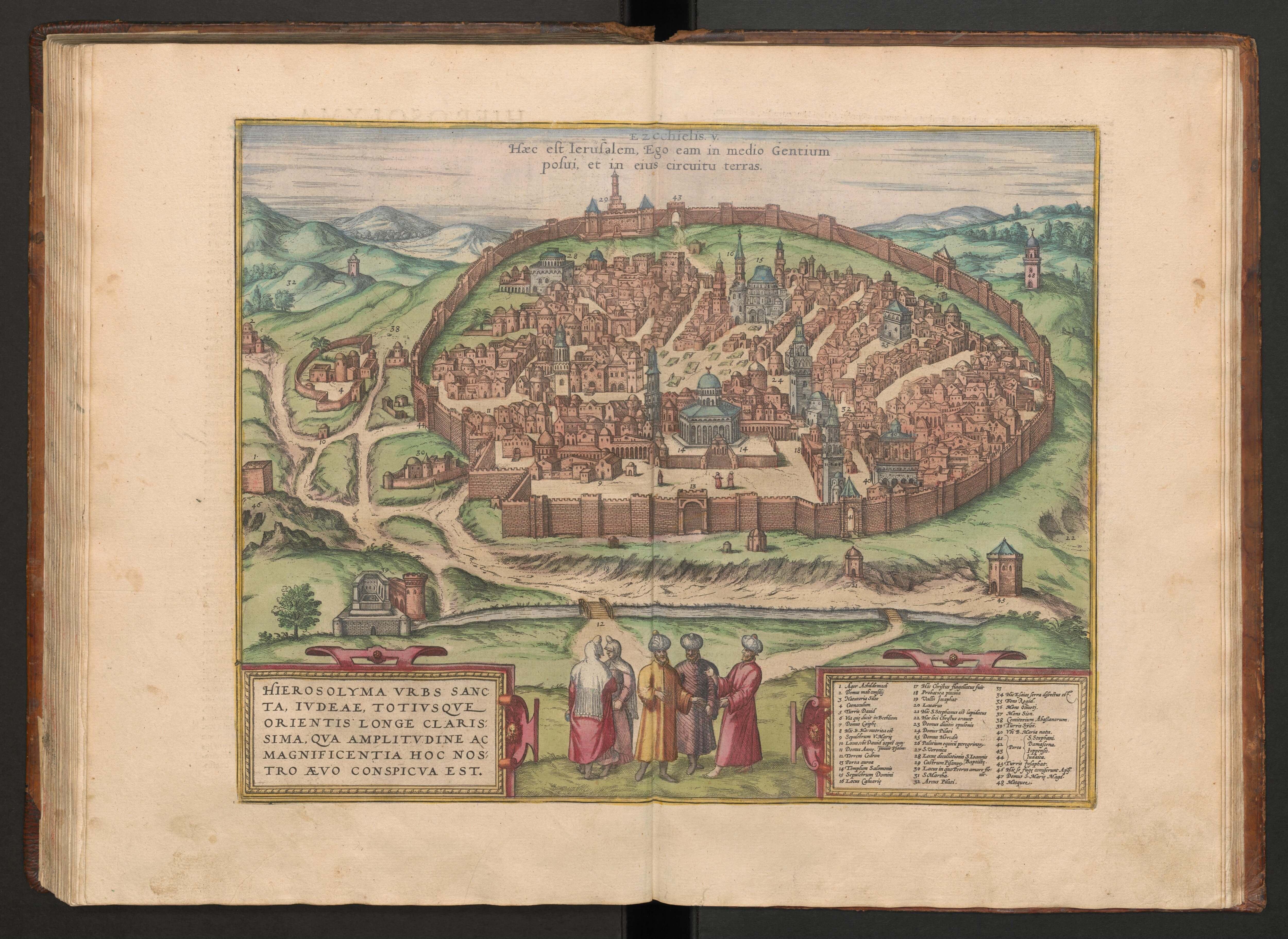
Иерусалим,, Франц Хогенберг, 1575 год

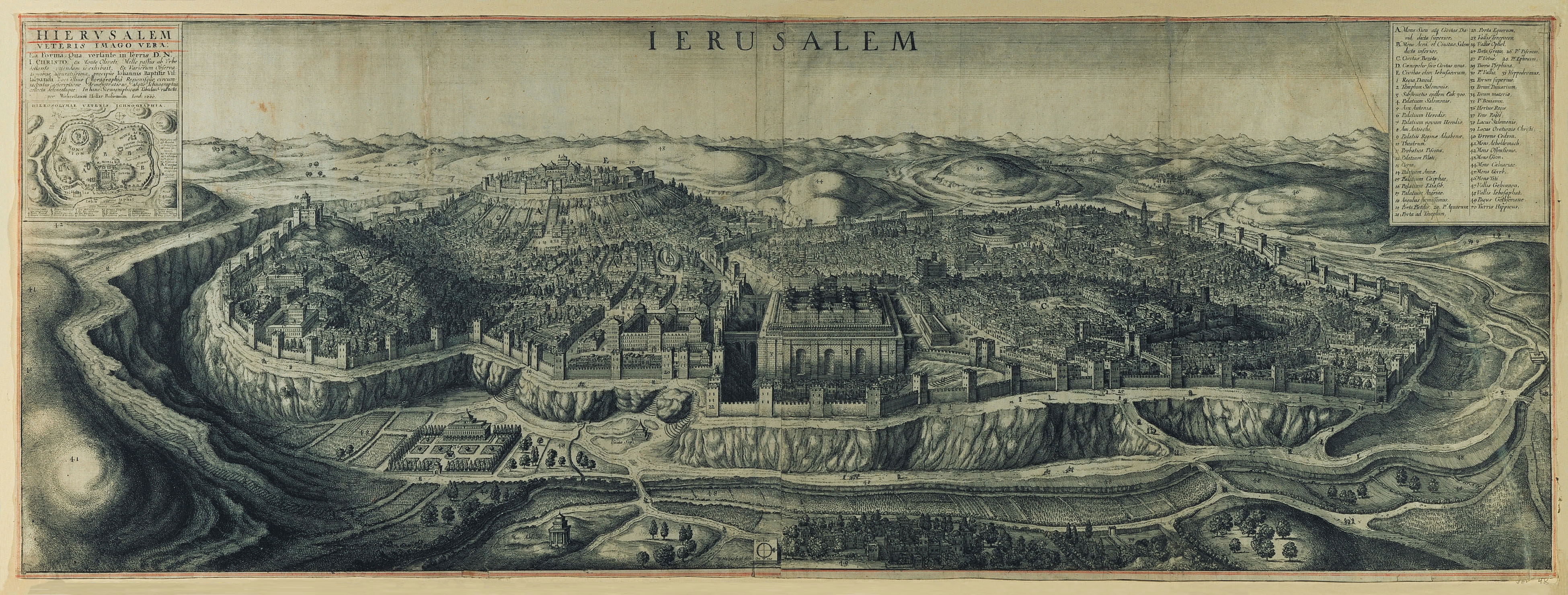
Иерусалим, Вацлав Холлар, 1660 год

В 1517 году провинция Сирия, включая Иерусалим, была захвачена у Мамлюкского султаната османскими турками, которые, в целом, сохраняли за собой контроль над городом вплоть до 1917 года.
Османская Сирия административно стала эялетом Дамаск, а Иерусалим в этом эялете — центром Иерусалимского санджака, наряду с санджаками Цфата, Наблуса, Газы и другими. Это административное деление сохранялось до XIX века.
Хотя никакую территорию в Святой земле европейцы более не контролировали, христианское — в том числе европейское — присутствие в Иерусалиме сохранялось. При османах это присутствие усиливалось, по мере того как греки, — под патронажем турецкого султана, — восстанавливали, реконструировали или вновь основывали православные церкви, больницы и общины.
При Сулеймане Великолепном Иерусалим процветал, переживая период мира и обновления — включая восстановление мощных стен вокруг территории, ныне именуемой Старым городом (хотя часть их фундаментов являются остатками исконных древних стен). Правление Сулеймана и последовавших за ним османских султанов принесло городу период «религиозного мира»; еврей, христианин и мусульманин пользовались свободой вероисповедания, гарантированной османами, и на одной и той же улице можно было найти синагогу, церковь и мечеть. Город оставался открытым всем религиям. Однако безграмотное управление империей после Сулеймана обусловило экономическую стагнацию; на протяжении большой части османского периода Иерусалим оставался провинциальным, — хотя и религиозно значимым, — центром, расположенным вне пределов главного торгового пути между Дамаском и Каиром. В английском справочнике Современная история или нынешнее состояние всех наций, написанном в 1744 году, утверждалось, что «Иерусалим по-прежнему рассматривается, как столица Палестины».
В 1700 году Иегуда Хасид возглавил крупнейшую за много столетий организованную группу еврейских иммигрантов в Землю Израиля. Его ученики построили синагогу «Хурва».

### Период упадка Османской империи
Османы привнесли множество инноваций; к первым признакам модернизации города относились современные почтовые системы, управляемые различными консульствами, и регулярное обслуживание дилижансами и экипажами. В середине XIX века османы проложили первую мощёную дорогу от Яффы до Иерусалима, а к 1892 году города достигла железная дорога.
С аннексией Иерусалима Мухаммедом Али Египетским в 1831 году в городе начали закрепляться иностранные мисии и консульства. В ходе арабского восстания в Палестине в 1834 году Касим аль-Ахмад привёл свои войска из Наблуса, при поддержке клана Абу Гош атаковал Иерусалим и 31 мая 1834 года вступил в город. Христиане и евреи Иерусалима подверглись нападениям. В следующем месяце египетская армия Ибрагима изгнала силы Касима из Иерусалима В 1836 году Ибрагим-паша позволил еврейским жителям Иерусалима восстановить четыре крупнейшие синагоги, в том числе синагогу Хурва.
В 1840 году османское правление было восстановлено, но в Иерусалиме остались многие египетские мусульмане, и в растущих количествах начали селиться евреи из Алжира и Северной Африки.
В 1841 году Иерусалимский санджак был выделен из Дамасского эялета и поставлене в прямое подчинение центральному правительству Османской империи. Впоследствии, в 1872 году, была образована специальная административная единица — Мутасаррифат Иерусалима, включавшая земли до Яффы, Газы и Беер-Шевы, в то время как земли Палестины к северу от мутасаррифата вошли в Бейрутский вилайет.

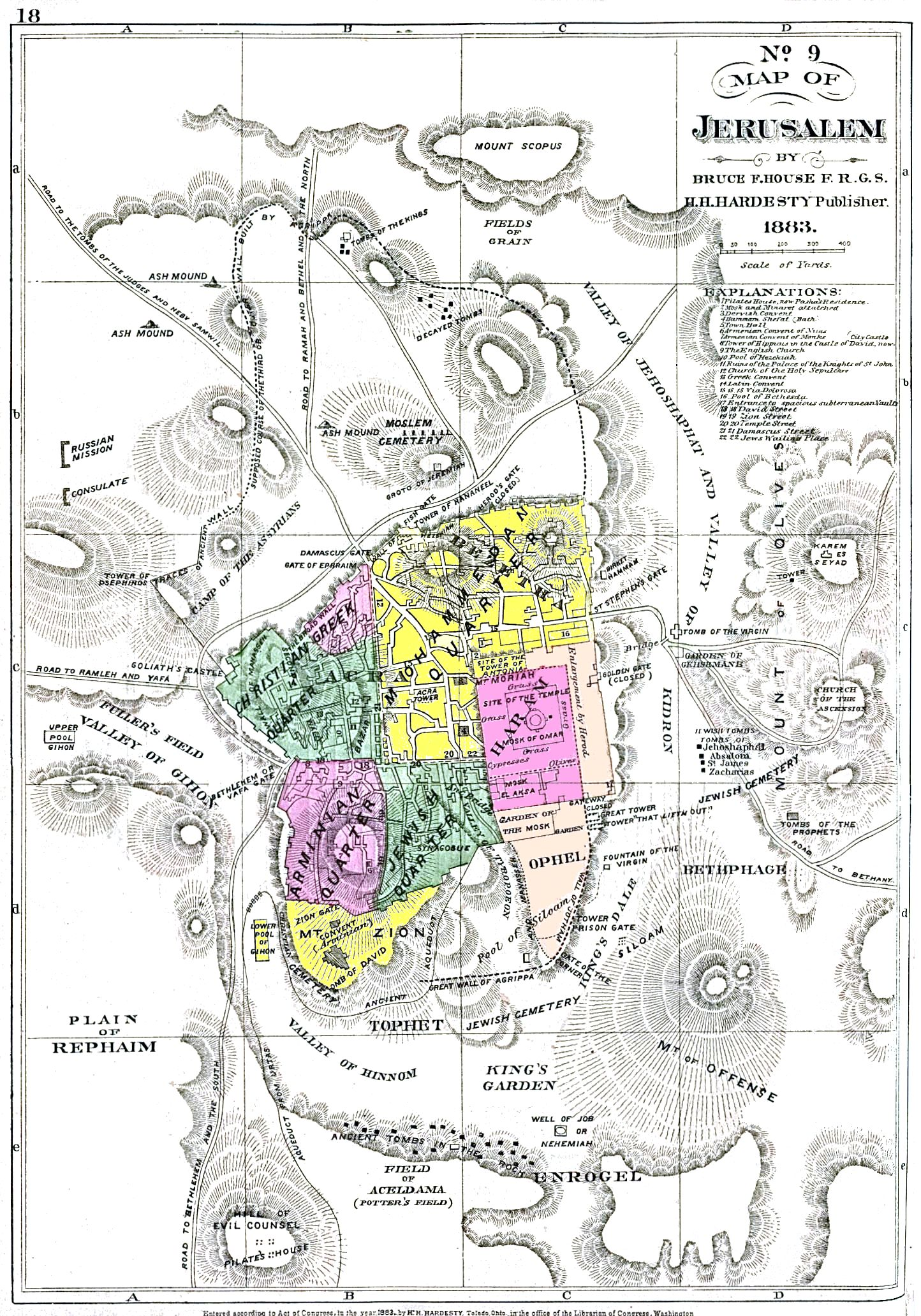
Карта Иерусалима 1883 года

В середине XIX века, на фоне упадка Османской империи, Иерусалим был «тихой заводью», с населением, не превышавшим 8000 человек. Тем не менее, даже тогда он был крайне гетерогенным городом — из-за своей значимости для иудаизма, христианства и ислама. В 1845 году, согласно прусскому консулу, численность населения составляла 16 410 человек — 7120 евреев, 5000 мусульман, 3 390 христиан, 800 турецких солдат и 100 европейцев. Приток христианских паломников при османах возрос, что удваивало численность населения города в пасхальный период.
Население было разделено на четыре крупные общины — еврейскую, христианскую, мусульманскую и армянскую, и первые три из них можно было поделить далее на несчётное множество подгрупп, в зависимости от конкретной религиозной аффилированности или страны происхождения. В этот период общины располагались в основном вокруг своих основных святилищ. Мусульманская община окружала Харам аш-Шариф или Храмовую гору (северо-восток), христиане жили, главным образом, в районе Храма Гроба Господня (северо-запад), евреи жили преимущественно на склоне над Западной Стеной (юго-восток), а армяне — возле Сионских ворот (юго-запад). Это разделение никоим образом не было однозначным — однако именно оно заложило основу формирования четырёх кварталов в период британского правления (1917—1948).
В период с XVII по XIX век различные католические европейские державы обращались к Османской империи с просьбами передать католикам контроль над христианскими святыми местами. На протяжении этого времени, контроль над ними переходил от западной церкви к восточной и обратно. В 1840—1850-х годах мировые державы занялись в Палестине «перетягиванием каната», в стремлении взять под свою защиту религиозные меньшинства региона — борьба, ведшаяся в основном посредством консульских представительств в Иерусалиме. Храм Гроба Господня был скрупулёзно разделён между греческой православной, католической, армянской, коптской и эфиопской церквями. Напряжённость между группами достигала такой глубины, что ключи от святилища и его дверей находились под надёжной охраной пары 'нейтральных' мусульманских семей. Султан Абдул-Меджид I (1839—1861) — возможно, от отчаяния — издал фирман, детально описавший точные права и ответственность каждого из сообществ в Храме Гроба Господня. Этот документ получил известность под названием Status Quo, и до сих пор лежит в основе сложного протокола святилища.

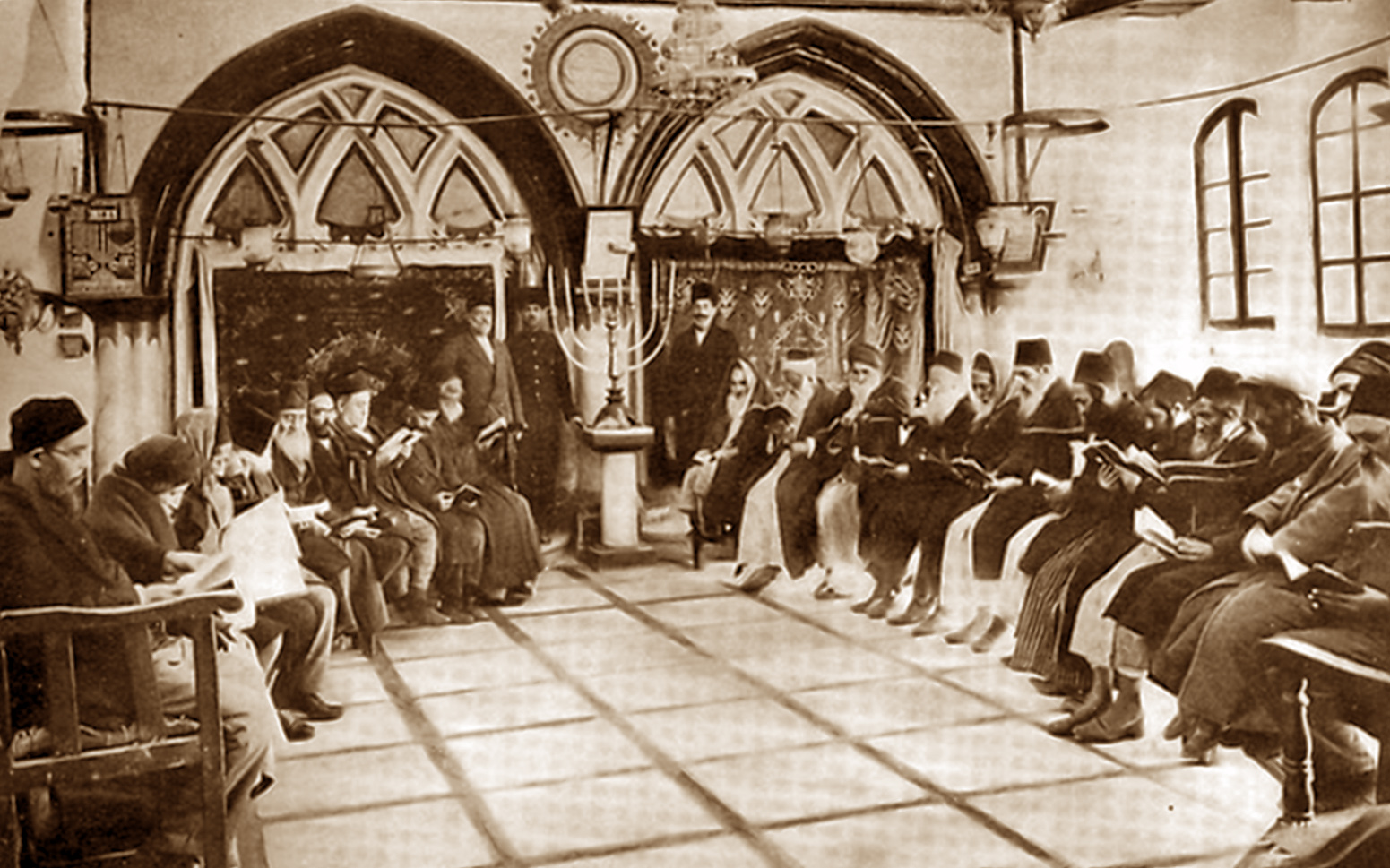
Синагога Бен Закаи в 1893 году

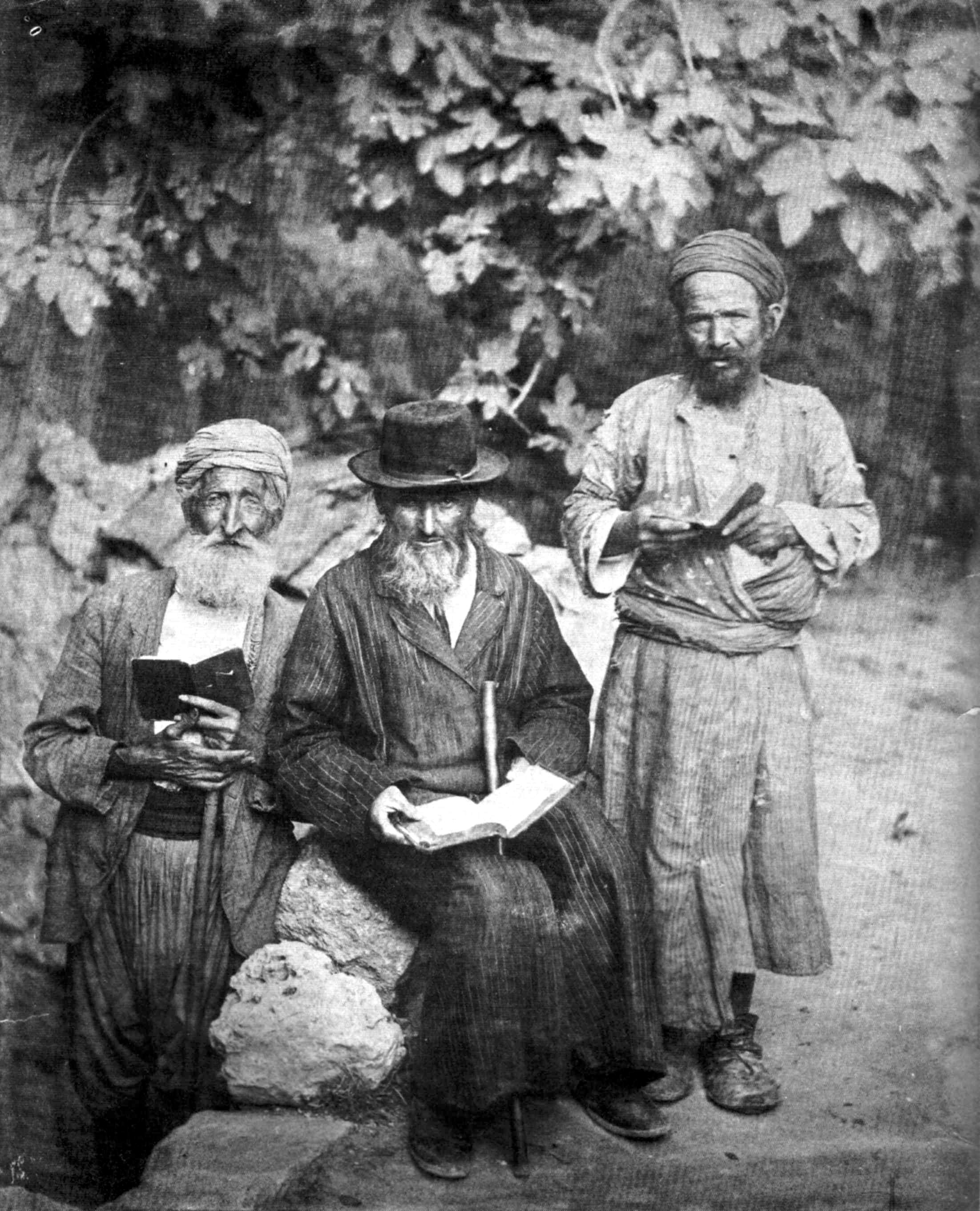
Евреи в Иерусалиме, 1895 год

В середине XIX веке произошло несколько изменений, повлекших за собой долгосрочные последствия для города. Их результаты ощущаются сегодня, и лежат в основе Палестино-израильского конфликта в связи с Иерусалимом. Первым из них был ручеёк еврейских иммигрантов с Ближнего Востока и Восточной Европы. Первыми такими иммигрантами были ортодоксальные евреи: одни были старики, приезжавшие, чтобы умереть в Иерусалиме и быть похороненными на Масличной горе; другие — студенты, прибывавшие со своими семьями, чтобы ждать пришествия Мессии, и вдыхавшие новую жизнь в местное сообщество. В то же самое время европейские колониальные державы также начали искать точки опоры в городе, надеясь распространить своё влияние в ожидании неизбежного коллапса Османской империи. Это также была эпоха христианского религиозного возрождения, и многие церкви отправляли миссионеров, дабы проповедовать среди мусульманского и, в особенности, еврейского населения — из убеждения, что это ускорит Второе пришествие Христа. Прибыли миссионеры из англиканской и лютеранской церквей, а также из Христианского и Миссионерского Альянса (ХMA). Наконец, сочетание европейского колониализма и религиозного усердия нашло выражение в новом научном интересе к библейским землям вообще и Иерусалиму в частности. Археологические и иные экспедиции сделали несколько впечатляющих находок, что ещё более усилило интерес к Иерусалиму.

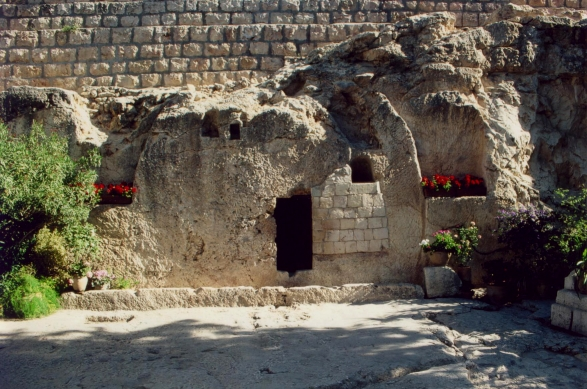
Садовая могила в Иерусалиме — новое святое место, установленное британскими протестантами в XIX веке

В 1867 году «Американский Миссионер» сообщает, что население Иерусалима насчитывает более 15 000 человек, из которых от 4000 до 5000 евреев и 6000 мусульман. Ежегодно в городе находилось от 5000 до 6000 русских христиан-паломников. В 1874 году Иерусалим стал центром специального административного района под названием Иерусалимский мутасаррифат, независимого от вилайета Сирия и находящегося под прямым управлением Стамбула.
До 1880-х годов формальных детских домов в Иерусалиме не было, так как семьи в основном брали на себя заботу друг о друге. В 1881 году, с прибытием еврейских детей, осиротевших в результате русского погрома, в Иерусалиме был основан детский дом Дискина. В начале XX веке в Иерусалиме были основаны ещё два детских дома, Циона Блюменталя (1900) и Общий израильский дом сирот для девочек (1902).

#### Выход за стены
К середине XIX века город, занимавший площадь всего в один квадратный километр, был уже чрезвычайно перенаселён; цены на жильё росли всё больше, стали весьма актуальными проблемы скученности и антисанитарии. В связи с этим началось строительство и развитие новых кварталов вне городских стен, и смещение городского центра в направлении этих районов. К началу XX века этот процесс полностью трансформировал город.
В 1850-х годах такие институции, как Школа епископа Гобата и детский дом Шнеллера положили начало постоянным поселениям за пределами стен Старого города. В 1855 году Иоганн Людвиг Шнеллер, лютеранский миссионер, прибывший в Иерусалим в возрасте 34 лет, купил участок земли вне стен Старого города, когда эта территория была абсолютно дикой. Он построил там дом, однако после нескольких атак мародёров был вынужден перевезти семью обратно за стены. Когда турки воздвигли заставы вдоль Яффской дороги, — между Иерусалимом и портовым городом Яффа, — и дорогу стала патрулировать вооружённая конная охрана, семья вернулась.
В 1860 году в поисках новых территорий, на которые можно было бы закрепить права, Русская Православная Церковь начала строительство комплекса для размещения паломников, ныне известного под названием Русское подворье, в нескольких сотнях метров от Яффских ворот.
За общественными учреждениями, последовала первая попытка создать вне стен Иерусалима жилое поселение: в 1860 году на холме, возвышающемся над Сионскими воротами, — по другую сторону долины Хинном, прямо напротив горы Сион, — сэр Моисей Монтефиоре построил маленький комплекс дома для престарелых, получивший название Мишкенот Ша’ананим (ивр. משכנות שאננים‎); финансирование осуществлялось за счёт владений Иуды Туро, богатого еврея из Нового Орлеана. Название квартала было заимствовано из Книги пророка Исаии 32:18: «Тогда народ мой будет жить в „обители мира“ и в селениях безопасных, и в покоищах блаженных.» Однако поскольку поселение находилось вне стен и было открыто для бедуинских налётов, грабежей и вообще бандитизма, свирепствовавшего в регионе в тот период, у евреев не было желания переезжать туда — даже хотя условия жизни были роскошными по сравнению с запущенными и перенаселёнными домами Старого города. Людям платили деньги, дабы побудить их жить там, а территория была обнесена ограждением с тяжёлой дверью, которая по ночам закрывалась.
В конечном счёте это поселение стало процветающим, и создало прецедент для других новых общин, выросших к западу и северу от Старого города. Маханэ Исраэль (ивр.  מחנה ישראל‎) — «общинный квартал», построенный для себя евреями из Магриба (запад Северной Африки) в 1868 году — стал вторым еврейским кварталом, возведённым вне стен Старого города.
Третьим жилым кварталом, построенным вне городских стен, был Нахалат Шив’а. Он был основан в 1869 году как кооперативный проект семи иерусалимских семей, объединивших свои средства, дабы купить землю и построить дома. Был брошен жребий, и право построить первый дом в квартале выиграл Йосеф Ривлин.

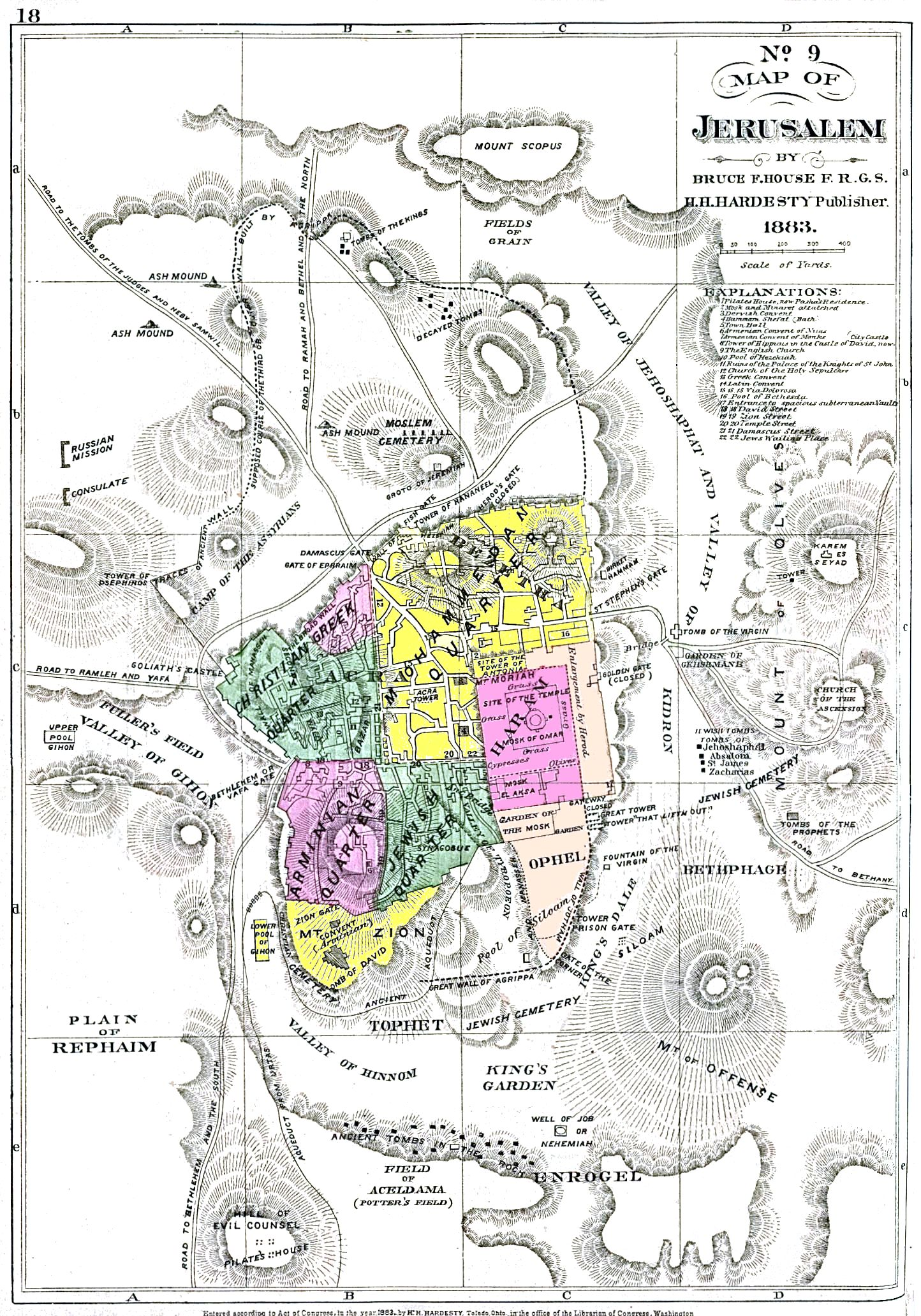
Карта Иерусалима 1883 года

За Мишкенот Ша’ананим, Маханэ Исраэль и Нахалат Шив’а последовали многие другие, включая Немецкую колонию (1872), Баит Давид (1873), Меа Шеарим (1874), Шимон ХаЦадик (1876), Баит Я’аков (1877), Абу Тор (1880), Американо-Шведская колония (1882), Йемин Моше (1891), и Мамилла и Вади аль-Джоз на рубеже столетия. Со временем, по мере того как эти общины росли и соединялись географически, они стали известны под названием «Новый город».

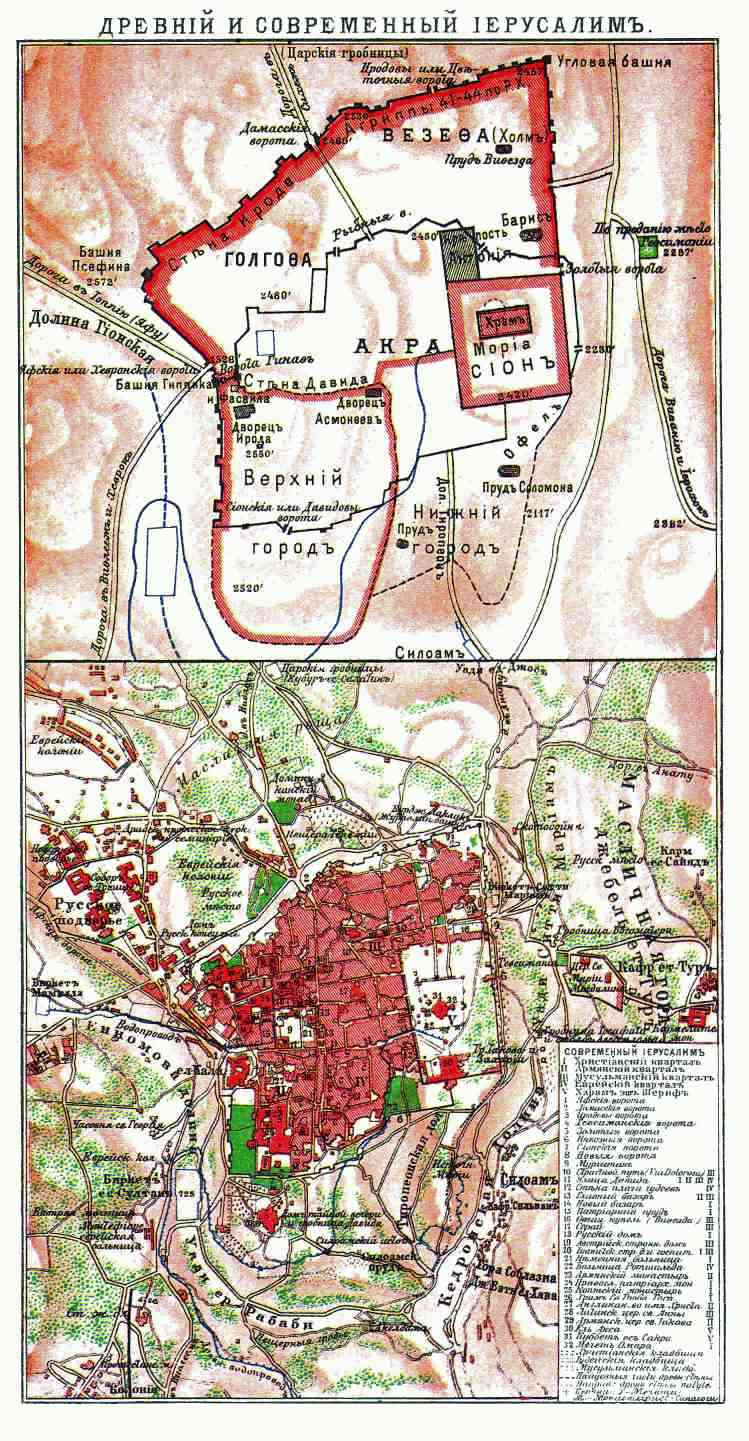
Карта Древнего Иерусалима и карта Иерусалима в 1900 году

Кварталы, составляющие район Нахлаот, были основаны вне стен в конце 1870-х. Первым был Мишкенот-Исраэль, построенный в 1875 году Название происходит от библейского стиха (Числа 24:5): «Как прекрасны шатры твои, Иаков, жилища твои, Израиль!» Мазкерет Моше был основан сэром Моисеем Монтефиоре в 1882 году, как ашкеназский квартал; Охель Моше — заложенный рядом с ним квартал сефардов.
В 1875 году Нисан Бек основал еврейский квартал Кирья Не’эмана, известный в народе, как Батеи Ниссан Бек («Дома Ниссана Бека»). Бек купил землю и оплатил сооружение квартала, напротив Дамасских ворот Старого города, под покровительством Колеля Вохлин. Поначалу квартал предназначался для хасидов; однако из-за недостатка финансирования были построены лишь 30 из планировавшихся 60 домов, и оставшаяся земля была распределена между несколькими другими группами: сирийскими, иракскими и персидскими евреями. В 1890-х рядом с Кирья Не’эмана был возведён ещё один квартал, Эшель Аврахам, для грузинских и кавказских евреев.
В 1882 году в Иерусалим прибыли около 150 еврейских семей из Йемена. Поначалу они не были приняты евреями Иерусалима, и жили в нищенских условиях на средства христиан Шведско-Американской колонии, которые называли их Гадитами. В 1884 году беженцы из Йемена перебрались в Сильван.
Нахалат Шимон был основан в 1891 году сефардскими и ашкеназскими еврейскими Колелями, для обеспечения жильём бедных йеменских и сефардских евреев. Земля была куплена в 1890 году, а вскорости построены первые дома, в которых разместились 20 неимущих семей. Краеугольный камень квартала был заложен в 1890 году возле могилы Шимона Праведного.

## Новейшее время

### Период британского правления (1917—1948)

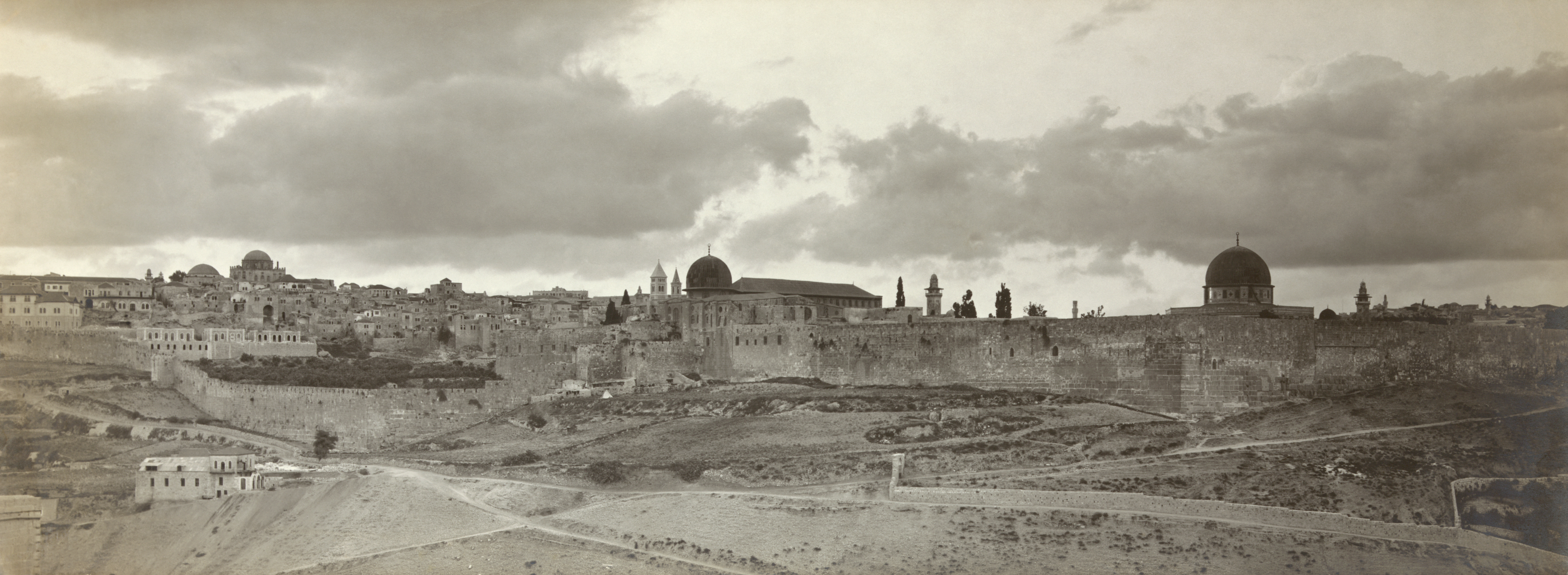
Панорама Иерусалима, ок. 1900—1940 годов

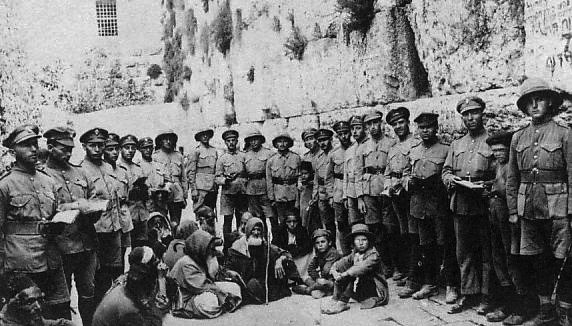
Солдаты Еврейского легиона у Западной стены после участия в завоевании Иерусалима британцами в 1917 году

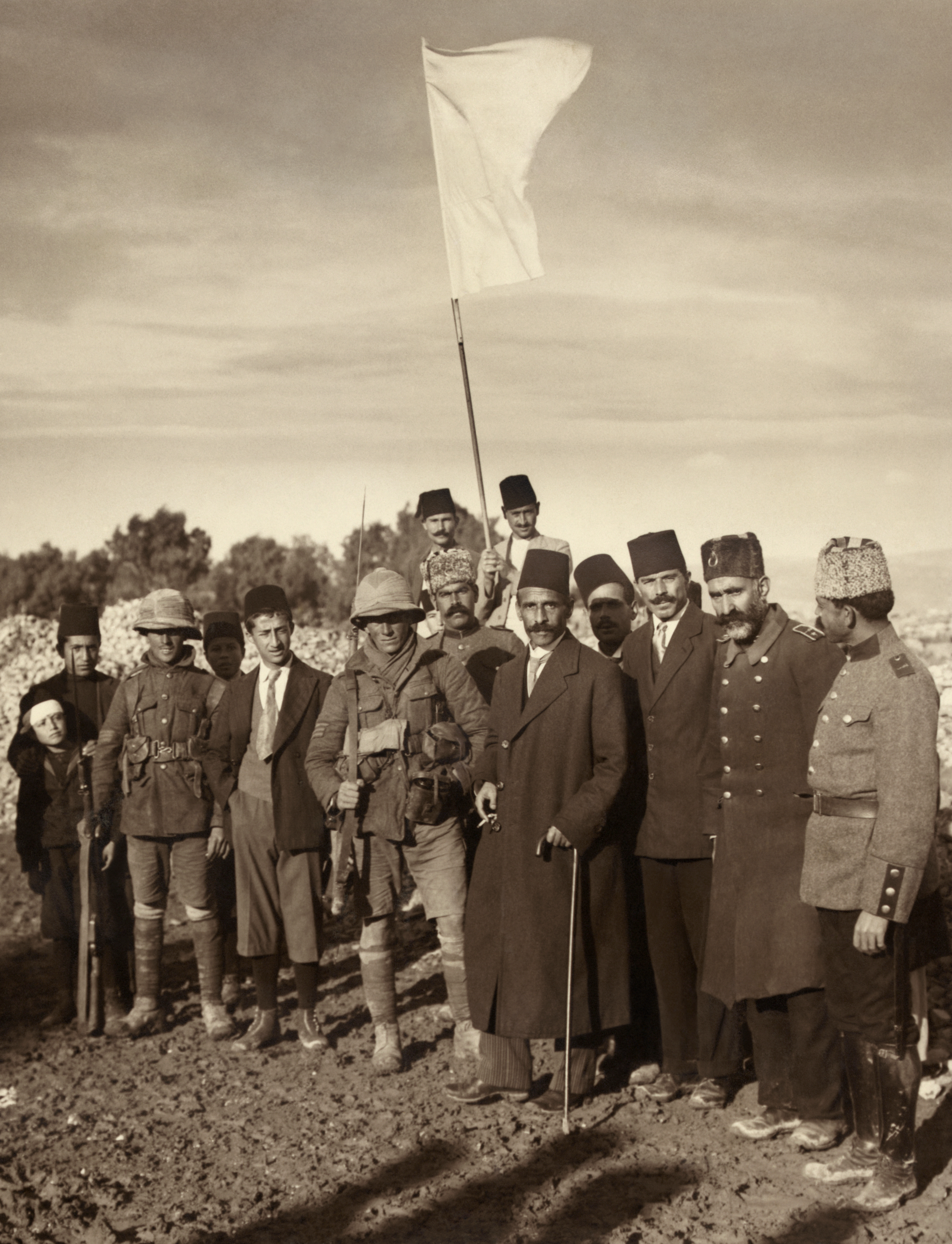
Сдача османами Иерусалима британцам, 9 декабря 1917 года

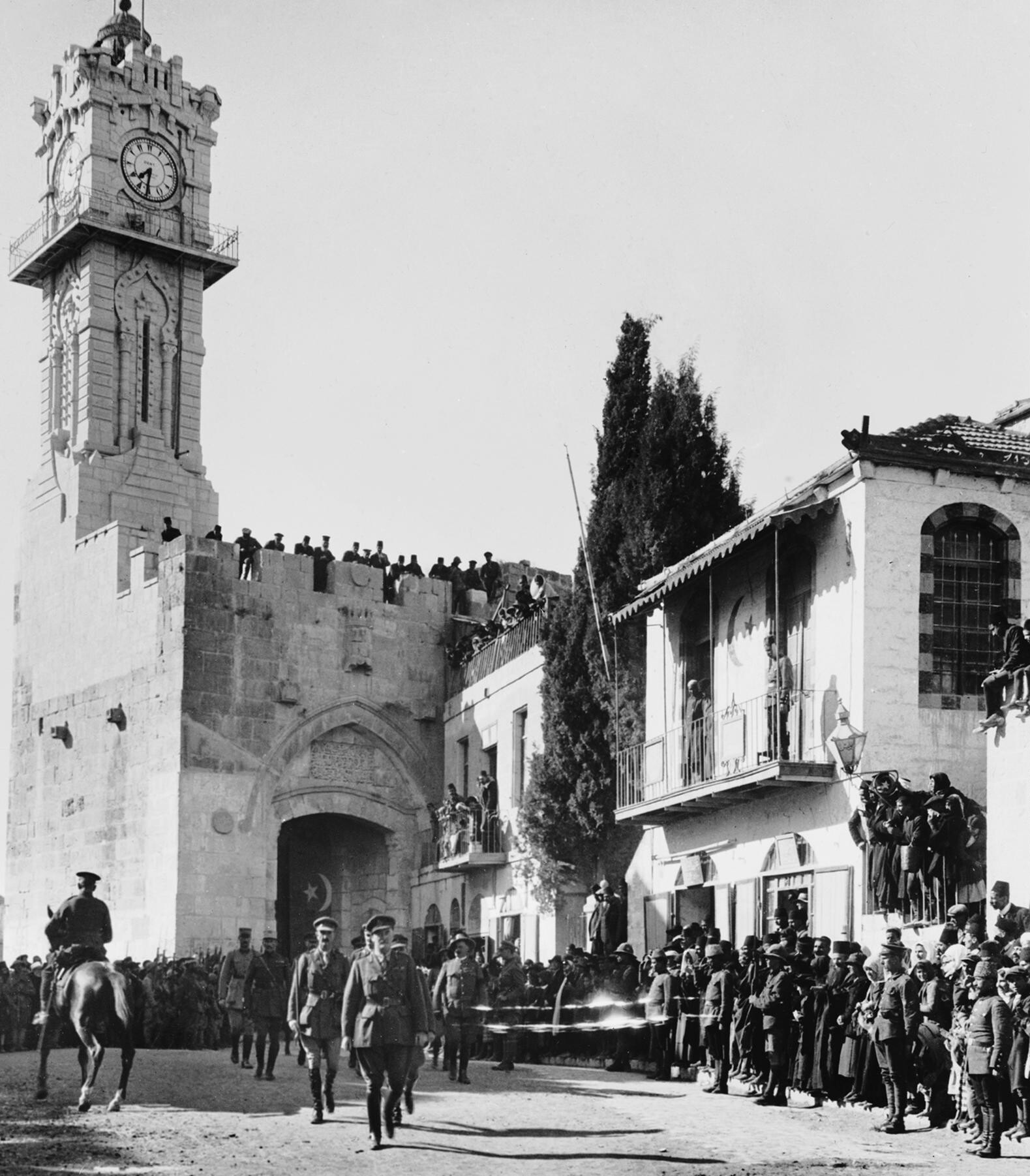
Генерал Эдмунд Алленби входит в Старый город Иерусалима, 11 декабря 1917 года

Во время Первой мировой войны британцы нанесли османам поражение на Ближнем Востоке. Одержав победу в Палестине, Британская армия, ведомая командующим Египетским экспедиционным корпусом генералом сэром Эдмундом Алленби, в 1917 году после битвы за Иерусалим захватила город. Алленби вошёл в Иерусалим, — пешком, из уважения к Святому городу, — 11 декабря 1917 года.
К тому моменту, когда генерал Алленби отвоевал город у османов, Новый город являл собой лоскутное одеяло кварталов и общин, каждая из которых обладала своей особой этнической спецификой. Так продолжалось и под властью британцев, по мере того как за пределами старых городских стен рос Новый город Иерусалима — а Старый город (Иерусалим) постепенно превратился в немногим более, чем убогий старый район. Одной из ценностей, унаследованных городом от британцев, был регламент городского планирования, который требует, чтобы новые здания в Иерусалиме облицовывались песчаником, и таким образом сохраняет часть общего облика города даже по мере его роста.
Британцам пришлось иметь дело с конфликтом притязаний, корни которого уходили в османское право. Договоры о поставках воды, электроэнергии, и сооружении системы трамвайного сообщения — все на основании концессий, предоставленных османскими властями — были подписаны 27 января 1914 года между городом Иерусалимом и греческим гражданином по имени Еврипид Мавроматис. Работы согласно этим концессиям начаты не были, и к концу войны британские оккупационные власти отказались признавать их силу. Мавроматис утверждал, что его концессии пересекаются с концессией Ауджи, которую правительство передало Рутенбергу в 1921 году, и что он ущемлён в своих законных правах. Концессия Мавроматиса — остававшаяся в силе несмотря на прежние попытки британцев отменить её — покрывала Иерусалим и другие территории (например, город Вифлеем) внутри радиуса в 20 километров вокруг Храма Гроба Господня.
Власти Британского мандата в Палестине создали новые управления «Главного раввина» для как ашкеназов, так и сефардов, с центральными офисами в Иерусалиме. Рабби Авраам Ицхак Кук (умер в 1935 году) переехал в Иерусалим, чтобы обустроить этот офис в партнёрстве с группой МАФДАЛ «Религиозного Сионизма». Кук и сефардский раввин Яаков Меир стали первыми современными Главными раввинами. Официальный комплекс, в котором располагается Главный раввинат, был завершён в 1958 году и носит название Хеихай Шломо.
Напротив, иерусалимские евреи-харедим сформировали анти-сионистский Эда ХаХареидис, зонтичную организацию для всех харедим, не являвшихся сионистами и яростно противостоявших деятельности (религиозного) сионистского движения. Первым Главным раввином Эда ХаХареидис был рабби Йосеф Хаим Зоненфельд. Несколько групп, поначалу солидаризовавшихся с Эда, постепенно откололись от неё; в том числе хасидские движения Белз и Сквир. Хасидская группа Гур никогда не была частью Эда. Помимо более знаменитой ашкеназской Эда, существует также менее известная сефардская Эда Хахареидит. Некоторые из потомков учеников Виленского гаона основали крайне анти-сионистское движение Нетурей карто.

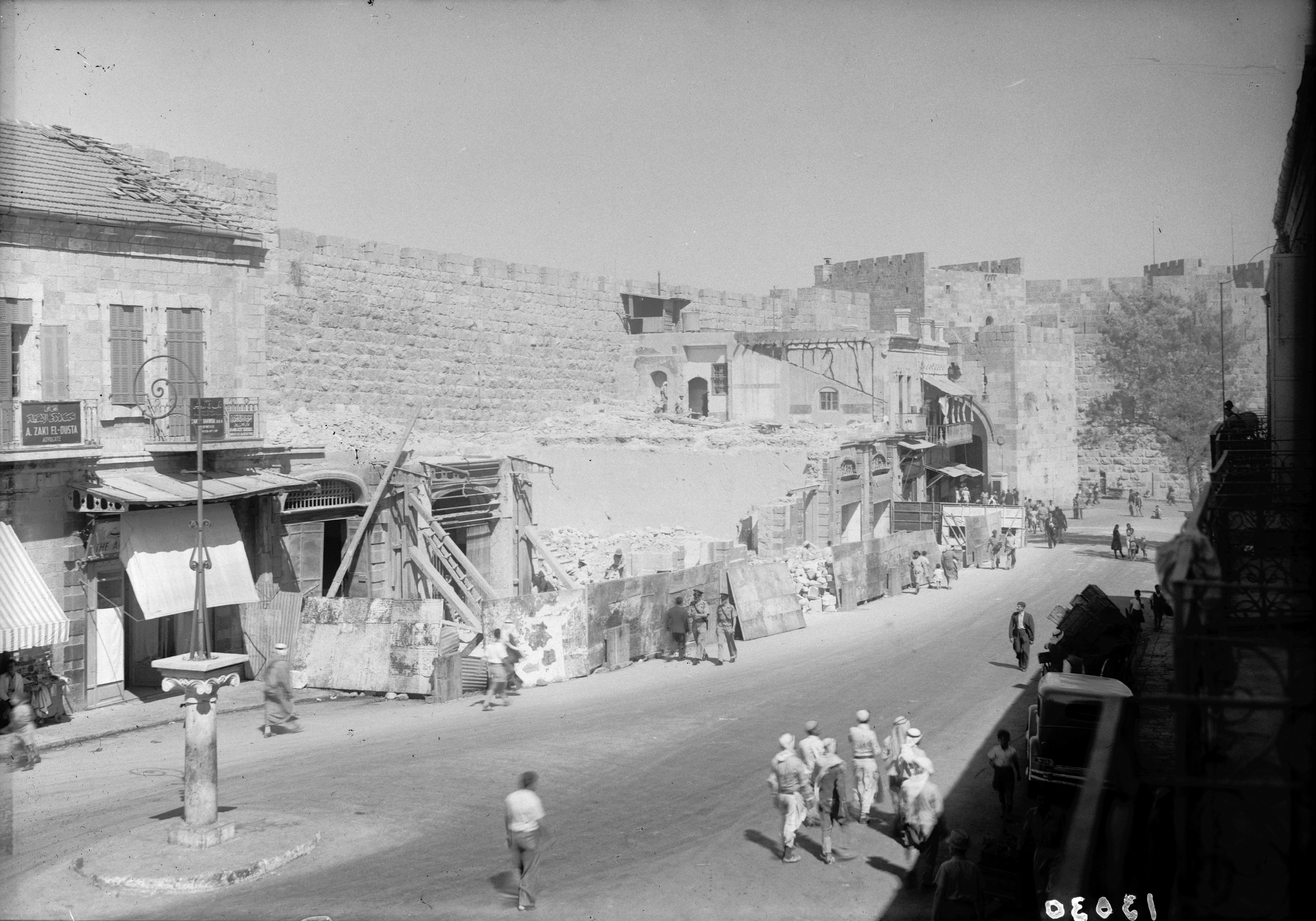
Яффские ворота в Иерусалиме во время разрушения британцами постройки, перекрывавшей исторические городские стены, 1944 год

В 1922 году на Лозаннской конференции Лига Наций доверила Соединённому Королевству управление Палестиной, соседней Трансиорданией и, сверх того, Ираком. При британцах были построены новые утопающие в садах пригороды в западной и северной частях города и основаны новые центры высшего образования. На протяжении 1930-х годов два важных учреждения были основаны на иерусалимской горе Скопус — Медицинский Центр Хадасса и Еврейский университет.

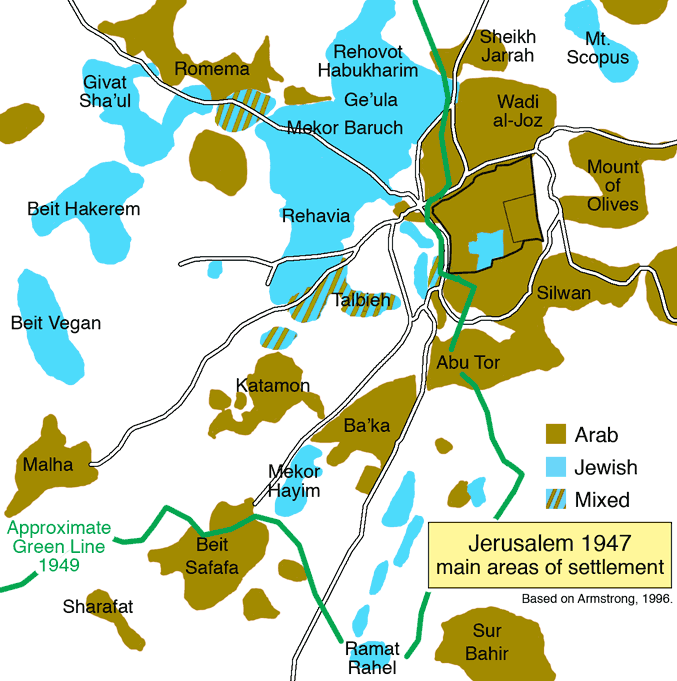
Основные жилые зоны Иерусалима в 1947 году

Период британского правления был отмечен растущей нестабильностью. С 1922 по 1948 год общая численность населения города выросла с 52 000 до 165 000; население состояло на две трети из евреев и на одну — из арабов (мусульман и христиан). Взаимоотношения между арабами-христианами, арабами-мусульманами и растущим еврейским населением Иерусалима ухудшились, что повлекло за собой регулярные беспорядки. Возмущение арабов властью британцев и притоком еврейских иммигрантов (к 1948 году каждой шестой еврей Палестины жил в Иерусалиме) достигло точки кипения в арабских антиеврейских бунтах 1920-го, 1929-го и 1930-х годов, повлекших за собой существенный ущерб и несколько жертв. На протяжении 1930—1940-х годов уровень насилия продолжал возрастать. В ответ на иерусалимский погром 1920 года и последующие волнения, еврейское сообщество организовало силы самообороны; в это же время другие еврейские группы организовывали взрывы и атаки против британцев, в особенности в ответ на подозреваемое соучастие с арабами и наложенные «Белой книгой» 1939 года ограничения на иммиграцию в течение Второй мировой войны. В июле 1946 года члены подпольной сионистской группы Иргун взорвали часть отеля King David, где были временно размещены британские войска — акция, повлекшая за собой гибель множества гражданских лиц.

### Раздел между Иорданией и Израилем (1948—1967)

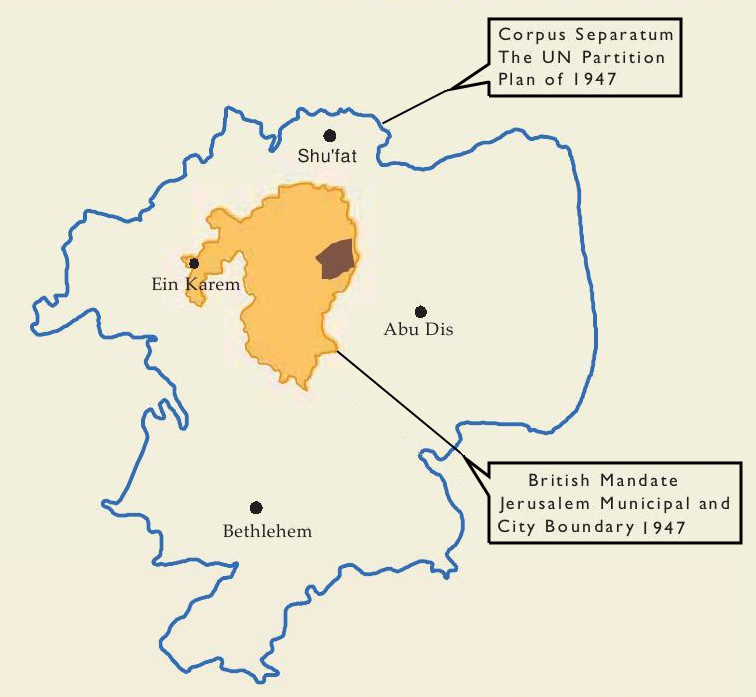
Граница Иерусалима в 1947 году и предложенная граница Corpus Separatum

Срок Британского мандата в Палестине подходил к концу, и 29 ноября 1947 года резолюцией № 181 (II) «Будущее правительство Палестины» (известной под названием «Резолюция о разделе Палестины») Генеральная Ассамблея ООН одобрила план, который должен был разделить Британский мандат в Палестине на два государства: еврейское и арабское. Каждое из государств должно было состоять из трёх крупных секторов, соединённых экстратерриториальными перекрёстками, плюс предусматривался арабский анклав в Яффе. В отношении разросшегося Иерусалима план рекомендовал «создание специального международного режима, определяющего город Иерусалим, как Corpus separatum под управлением ООН». Городу предстояло быть полностью окружённым арабским государством, с шоссе в качестве единственного способа сообщения между международным Иерусалимом и еврейским государством. Международный режим (включавший также Вифлеем) должен был обеспечиваться Организацией Объединённых Наций через Совет по Опеке, и оставаться в силе в течение десятилетнего периода, по истечении которого должен был быть проведён референдум, посредством которого жителям надлежало определить будущий формат управления своим городом. Однако этот план не был реализован. Представители Еврейского агентства согласились с планом раздела, однако арабские государства и представитель Высшего арабского комитета отвергли его, заявив, что они не считают себя связанными этой резолюцией.
После принятия резолюции борьба за Иерусалим усилилась, сопровождаясь тяжёлыми потерями среди как бойцов, так и гражданского населения на британской, еврейской и арабской сторонах. К концу марта 1948 года, непосредственно перед уходом британцев и при их возраставшем нежелании вмешиваться, дороги в Иерусалим были перерезаны арабским ополчением, что ставило еврейское население города в положение осаждённых. Осада была в конечном итоге прорвана, — при том, что убийства мирных жителей происходили с обеих сторон. Тогда же, в мае 1948, перед зданием YMCA был убит консул США Томас С. Уоссон.

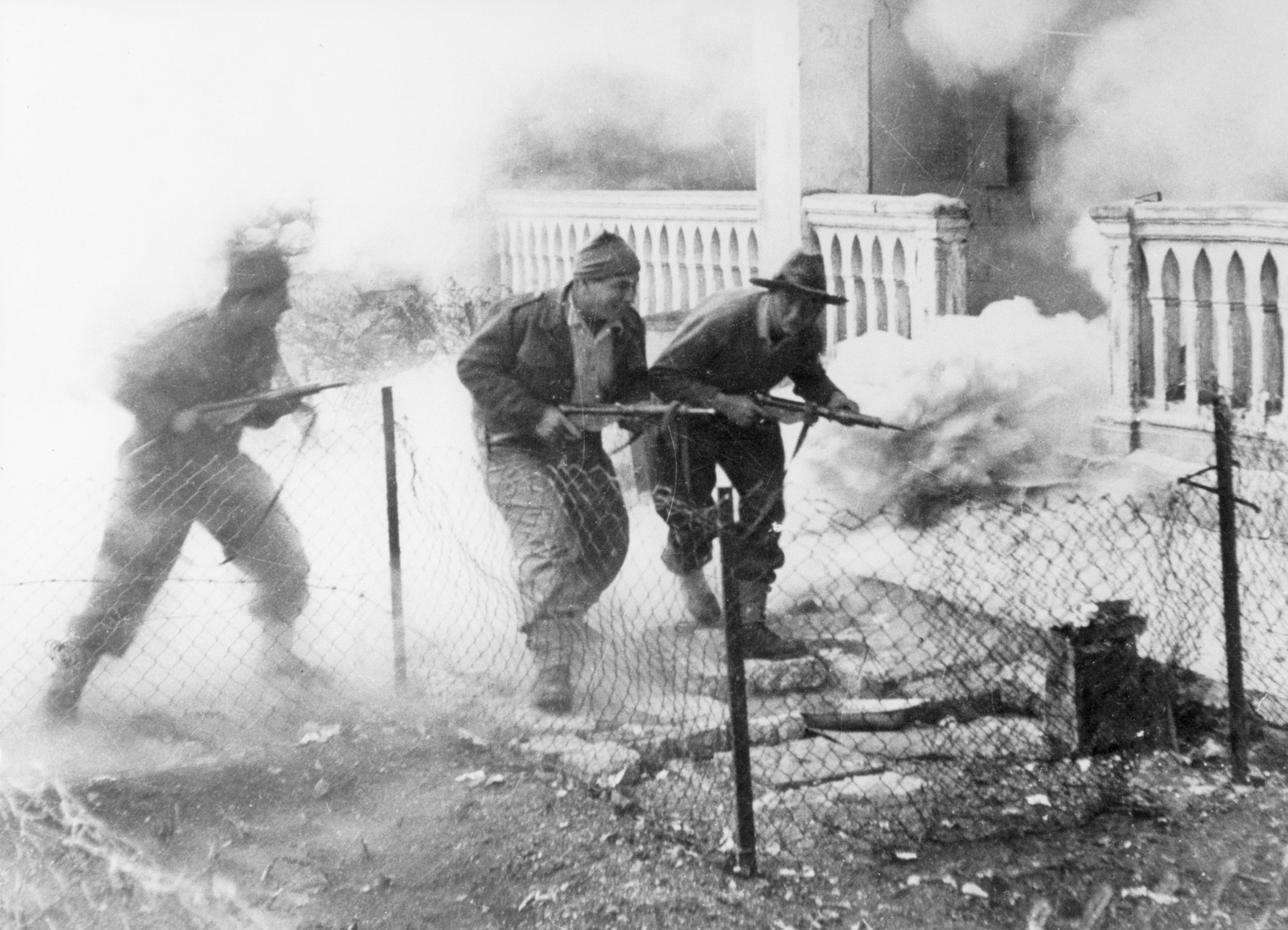
Солдаты Пальмаха атакуют монастырь Сан Симон в Катамоне, Иерусалим, апрель 1948 года (реконструкция сражения)

С окончанием Британского мандата в мае 1948 года, уходом британцев из Палестины и провозглашением Израилем своей независимости, разразилась полномасштабная Арабо-израильская война 1948 г. 15 мая 1948 года Иерусалим был атакован ударными частями трансиорданского, обученного британцами, Арабского легиона. Обстреливая город с восточных холмов, они за четыре дня проникли в Старый город и готовились атаковать северные предместья Нового города. Через несколько дней египетские войска, под прикрытием трансиорданской артиллерии, атаковали кибуц Рамат Рахель на южной оконечности города. Старый город, включая и Еврейский квартал, был отрезан от новых районов. Отряд Хаганы, защищавший Еврейский квартал, не мог справиться с превосходящими силами противника. Еврейский квартал пал 28 мая 1948 года. Его дома были разграблены.
Проведя ряд военных операций, вооружённые силы вновь созданного государства Израиль смогли удержать в своих руках западную часть Нового города, которой позже предстояло стать Западным Иерусалимом. 11 июня 1948 года было объявлено перемирие, в ходе которого посланник ООН Фольке Бернадот рекомендовал сторонам вариант, содержавший, в частности, отказ от интернационализации Иерусалима и включение его в состав расширенной Трансиордании. Обе стороны отвергли это предложение. В сентябре граф Бернадот был застрелен еврейской группой Штерна в иерусалимском районе Катамон.
Новая вспышка боев произошла 7 июля 1948 года; израильтяне отвоевали гору Сион и деревню Эйн Карем. Ещё несколько месяцев артиллерия Арабского легиона продолжала обстреливать еврейский город. Было разрушено около 2000 домов, погибли сотни людей. Однако Западный Иерусалим им захватить не удалось.
К концу 1948 года, когда боевые действия в районе утихли, город состоял из двух частей. Вопреки плану разделения, рисовавшему город, отделённый от арабского и еврейского государств, Трансиордания контролировала Восточный Иерусалим, а также Западный берег; Западный Иерусалим, — наряду с большими частями арабской территории, отведённой предполагавшемуся арабскому государству, — находился под контролем Израиля. Ничейная территория между Восточным и Западным Иерусалимом возникла в ноябре 1948 года: командующий израильскими силами в Иерусалиме Моше Даян и его трансиорданский коллега Абдулла эль-Телль встретились в заброшенном доме в иерусалимском квартале Мусрара и очертили каждый свои позиции: позиции Израиля — красным цветом, а Трансиордании — зелёным. Этот приблизительный чертёж, которому не предназначалось быть официальным документом, стал — по Соглашениям о прекращении огня 1949 года — итоговой линией, разделившей город и оставившей гору Скопус внутри Восточного Иерусалима в качестве израильского эксклава. Старый город, расположенный внутри стен, оказался полностью на трансиорданской стороне от линии.

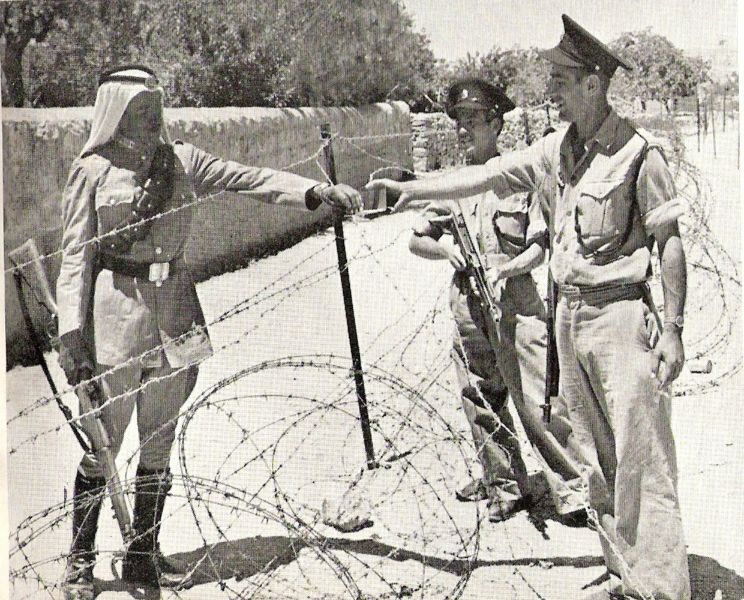
Израильский полицейский встречается с иорданским легионером возле Ворот Манедельбаума, ок. 1950 года

Перемирие с Трансиорданией было подписано 3 апреля 1949 года. Через центр Иерусалима тянулись бетонные барьеры и колючая проволока, проходившие вблизи Яффских ворот на западной стороне обнесённого стенами старого города; пункт перехода был размещён у Ворот Мандельбаума слегка к северу от него. Стычки между военными часто угрожали сорвать прекращение огня.
Война повлекла за собой массовые перемещения арабского и еврейского населения города. Согласно Бенни Моррису, когда Арабский легион захватил Еврейский квартал Старого города, 1 500 из 3 500 жителей квартала (в основном, ультра-ортодоксы) были изгнаны, а несколько сотен (мужчины призывного возраста) взяты в плен. «Командующий трансиорданской армией с удовлетворением отметил, что впервые за 1000 лет в Старом городе не осталось евреев, и они больше не вернутся сюда». Изгнанные евреи эвакуировались в Западный Иерусалим. Сравнительно многочисленная арабская деревня Лифта (ныне внутри пределов Иерусалима) была захвачена израильскими войсками, а её жители погружены на грузовики и перевезены в Восточный Иерусалим. Деревни Дейр-Ясин, Эйн-Карем и Малха, равно как и кварталы к западу от иерусалимского Старого города — такие, как Талбия, Катамон, Бака, Мамилла, Абу Тор и Немецкая колония — также перешли под израильский контроль, и их арабские жители были насильственно перемещены из своих домов; в некоторых случаях, — как то документировано израильским историком Бенни Моррисом и палестинским Валидом Халиди, — помимо прочего, имели место выселения и убийства. К концу войны Израиль контролировал 12 из 15 арабских жилых кварталов Иерусалима. Согласно оценкам, как минимум 30 000 человек стали беженцами.

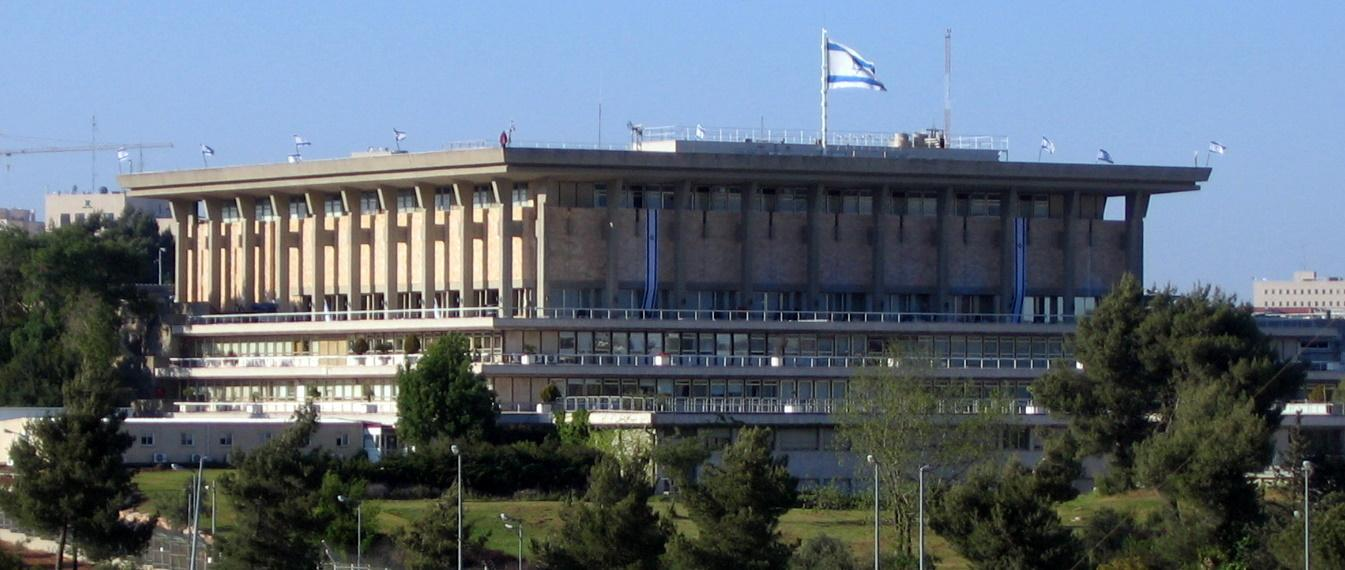
Кнессет

В декабре 1949 года премьер министр Израиля Д. Бен-Гурион объявил «Еврейский Иерусалим» органичной и неотделимой частью государства Израиль и предложил перенести столицу государства из Тель-Авива в Иерусалим. 26 декабря 1949 года Кнессет принял решение о переносе своих заседаний в Иерусалим, а 23 января 1950 года — резолюцию, объявлявшую Иерусалим столицей Израиля, «Декларацию о Иерусалиме» и решение о строительстве в нём правительственных зданий. В марте 1950 года состоялось первое заседание Кнессета в Иерусалиме, на котором он был объявлен столицей государства.

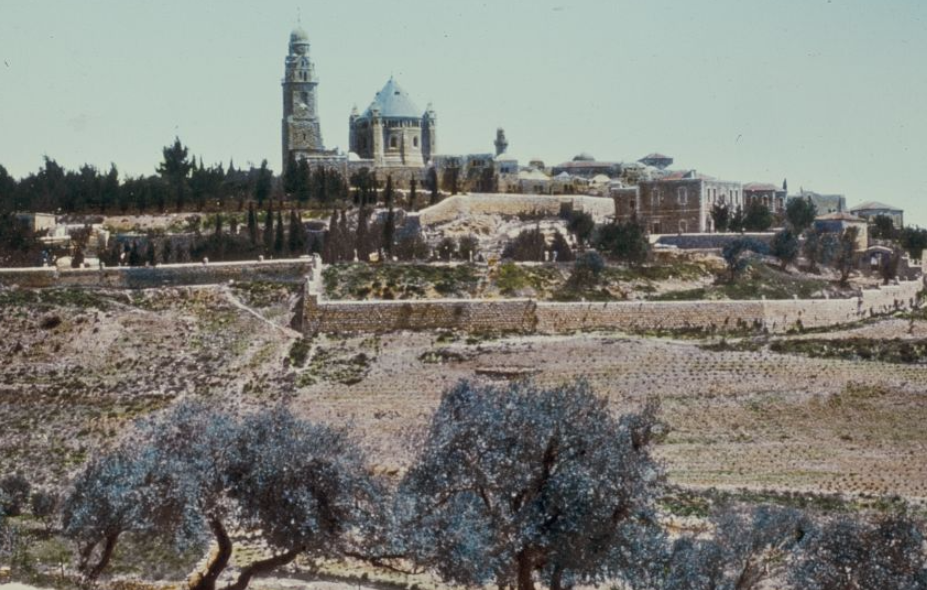
Иерусалим. Долина Еннома, 1950 год

В апреле 1950 года Восточный Иерусалим в составе западного берега Иордана был формально аннексирован Трансиорданией, которая сделала его субъектом иорданского права. После аннексии Трансиордания (название, означавшее территорию восточного берега реки Иордан) провозгласила себя Иорданией, подчеркнув этим её контроль над обоими берегами реки. В 1953 году Иордания объявила Иерусалим своей «второй столицей». Эта аннексия не была признана ООН и большинством стран Лиги арабских государств. Её признали только Великобритания и Пакистан (основанием чего, применительно к Иерусалиму, явилось положение de facto; кроме того, факт признания иорданской аннексии Пакистаном вызывает сомнения), а также СССР. Хотя с точки зрения международного права Западный берег р. Иордан находился под иорданской оккупацией, каких-либо резолюций ООН по таким действиям Иордании вплоть до 1967 года принято не было.
Поскольку старый, обнесённый стенами, город находился полностью к востоку от линии прекращения огня, Иордания получила возможность взять под свой контроль все находящиеся в нём святые места. Соглашение о прекращении огня предусматривало создание объединённой комиссии для обсуждения свободного доступа евреев к святым местам в Старом городе и к большому еврейскому кладбищу на Масличной горе, а также выработки условий возобновления работы Еврейского университета и больницы Хадасса на горе Скопус. Однако иорданцы не выполнили этих пунктов договора. Путь к Еврейскому Университету и госпиталю Хадасса был практически отрезан, учебная и медицинская работа на горе Скопус не была продолжена; фактически иорданцы запретили евреям посещать Стену Плача в Старом Городе и древнее еврейское кладбище на Масличной горе — евреи не могли пройти сквозь баррикады и проволочные заграждения, разделявшие город. Многие из еврейских святых мест подверглись осквернению. Согласно Джеральду М. Стейнбергу, на протяжении последующих 19 лет Иордания разграбила 57 древних синагог, библиотек и центров религиозных исследований в Старом городе Иерусалима; 12 были намеренно и полностью сровнены с землёй. Те, что остались стоять, были обезображены и использовались для размещения как людей, так и животных — превращены в конюшни и курятники, включая синагогу Хурва и синагогу Тиферет Исраэль. Древнейшее (2500 лет) еврейское кладбище на Масличной горе было осквернено, через кладбище была проложена дорога от (новой) гостиницы «Интерконтиненталь» к шоссе, а его могильные камни использованы для строительства мостовых и отхожих мест Согласно Дэвиду Гуинну,
Что касается еврейских святых мест — Иордания нарушила своё обязательство сформировать комиссию для обсуждения, наряду с другими темами, свободного доступа евреев к святым местам, находящимся под её юрисдикцией, главным образом — к Западной стене и важному еврейскому кладбищу на Масличной горе, как то обусловлено Статьёй 8.2 Соглашения о прекращении огня между неё и Израилем от 13 апреля 1949 года Иордания допустила прокладку через кладбище новых дорог, а могильные камни были использованы для мощения иорданских военных лагерей. Пещера Шимона Праведного стала конюшней.
К христианским святым местам Иордания предоставила лишь весьма ограниченный доступ. Политика ограничений, налагаемых Иорданией на христиан в период оккупации ею города, привела к тому, что «их число уменьшилось с 25 000 человек в 1949 году до менее чем 13 000 в июне 1967 года».
Ещё многие исторические и религиозно значимые здания были разрушены и заменены современными постройками. Были направлены обращения в ООН и к международному сообществу, с призывом декларировать, что Старый город является 'открытым городом', и остановить это разрушение — однако ответа не последовало (См. также синагога «Хурва»). Крупным реновациям на протяжении этого периода подверглись Купол Скалы и мечеть аль-Акса.
В 1951 году «Согласительная комиссия ООН предприняла свою последнюю энергичную попытку выступить посредником между сторонами конфликта и представила ряд конкретных предложений, касающихся беженцев, компенсации, пересмотра территориальных вопросов и соглашений о перемирии, в целях обеспечения свободы доступа к Святым Местам в районе Иерусалима. Однако Комиссия вновь пришла к выводу о том, что отсутствие готовности сторон осуществлять соответствующие резолюции и учитывать перемены, произошедшие на местах, не позволяют приступить к урегулированию палестинского вопроса». В 1959 году Ассамблея ООН отменила решение о выделении ассигнований на установление постоянного международного режима в Иерусалиме.
В 1964 году израильские власти сровняли с землёй многие древние могилы на античном мусульманском кладбище Мамилла в Западном Иерусалиме. Дэвид Гуинн отмечает:
По аналогии с отношением Иордании к еврейским святым местам, бесчисленные святые места мусульман (мечети и кладбища), находившиеся под израильским контролем в Западном Иерусалиме, были заброшены и пострадали от запущенности. Некоторые были разрушены при осуществлении израильских строительных проектов. Например, мусульманское кладбище в районе Мамилла было повреждено при сооружении в центре Иерусалима Парка Независимости… Одним из оправданий, приведённых [в связи с нараставшим разрушением мечетей], было — «[уменьшить] скорбь арабских граждан…».
Иордания позволила палестинским арабам — беженцам периода войны поселиться в Еврейском квартале, освободившемся после изгнания иорданским Арабским легионом еврейских жителей Восточного Иерусалима и получившем название Harat al-Sharaf. В 1966 году иорданские власти переместили 500 из них в лагерь беженцев Шуа’фат, что было частью плана превращения Еврейского квартала в общественный парк.

### Государство Израиль (с 1967)

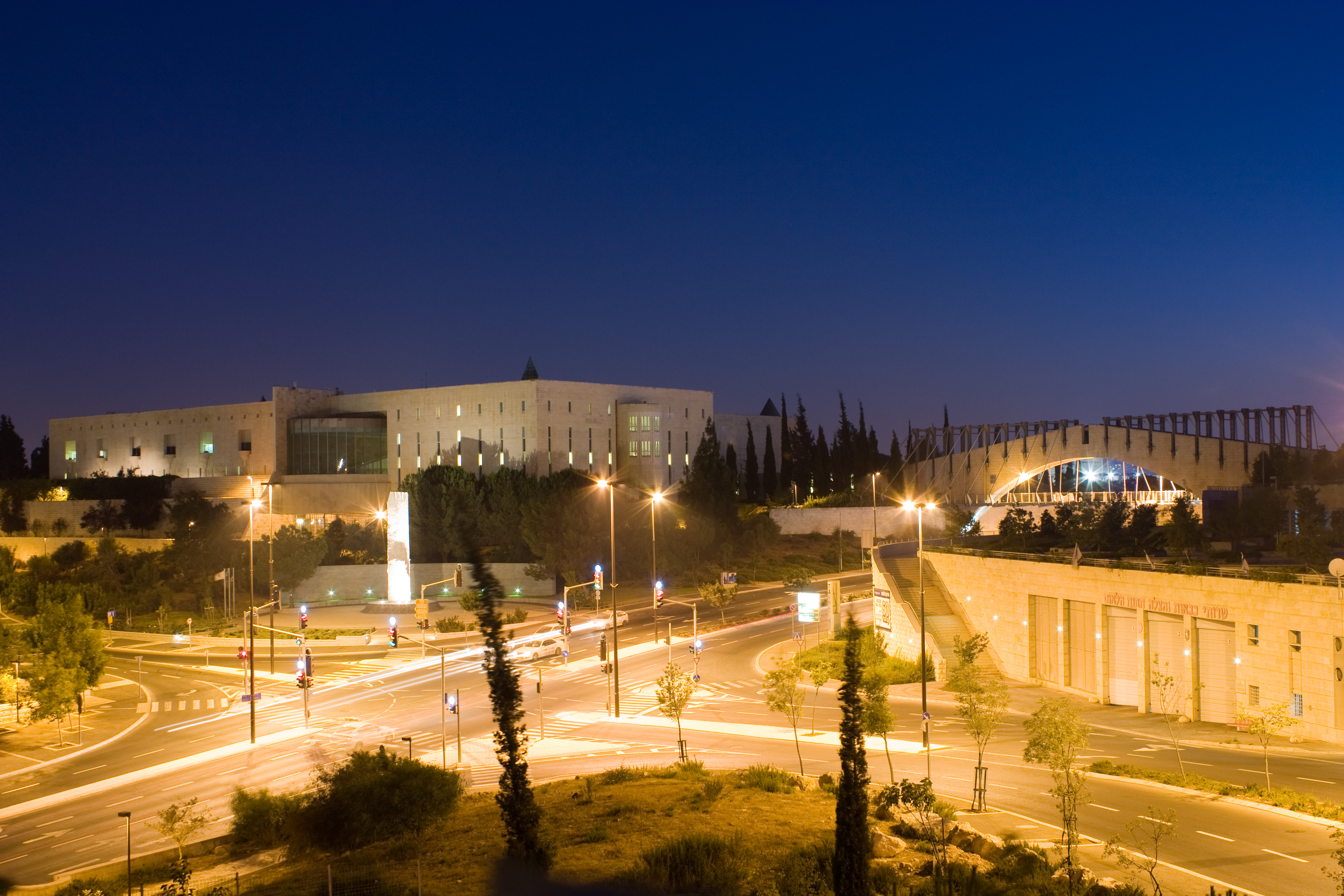
Верховный суд Израиля

В 1967 году, несмотря на призывы Израиля к Иордании сохранить нейтралитет во время Шестидневной войны, Иордания, подписавшая оборонительное соглашение с Египтом 30 мая 1967 года, на второй день войны атаковала находившийся под контролем Израиля Западный Иерусалим. После рукопашного боя между израильскими и иорданскими солдатами на Храмовой горе, Армия обороны Израиля захватила Восточный Иерусалим наряду со всем Западным берегом. Восточный Иерусалим, вместе с некоторыми близлежащими участками Западного берега, вмещавшими несколько десятков палестинских деревень, был аннексирован Израилем наряду с христианскими и мусульманскими святыми местами города. 27 июня 1967 года, через несколько недель после окончания войны, правительство Леви Эшколя законодательно отделило Восточный Иерусалим от западного берега реки Иордан и объявило суверенитет Израиля над объединённым Иерусалимом — избегая использования термина «аннексия». 10 июля министр иностранных дел Абба Эбан объяснил Генеральному секретарю ООН: «Термин 'аннексия', использовавшийся сторонниками голосования, неточен. Предпринятые [Израилем] шаги относятся к интеграции Иерусалима в административные и муниципальные зоны, и послужили правовой основой для защиты святых мест Иерусалима». Восточный Иерусалим и некоторые окружающие области были включены в Иерусалимский муниципалитет, на них были распространены законодательство и юрисдикция Израиля, были установлены новые муниципальные границы. Большинство евреев приветствовало это событие, как освобождение города. Был учреждён новый израильский праздник — День Иерусалима (Йом Йерушалаим); популярностью при его праздновании пользуется самая известная из светских ивритских песен, «Золотой Иерусалим» (Йерушалаим шель Захав).
Расположенный впритык к Западной Стене Марокканский квартал, состоявший из нескольких сот домов, был эвакуирован и снесён, чтобы освободить место под общедоступную площадь для посещающих Стену. В наши дни многие крупные государственные массовые мероприятия государства Израиль проводятся у Западной Стены — включая принятие присяги различными израильскими армейскими подразделениями и такие национальные церемонии, как мемориальные службы по павшим израильским солдатам в Йом Ха-Зикарон, крупные празднования в День независимости Израиля, собрания десятков тысяч людей на еврейские религиозные праздники. Регулярно, каждый день, у Стены молятся её традиционные посетители. Западная Стена стала крупной туристической достопримечательностью.
Управление мусульманскими святыми местами Храмовой горы, как вакуфа, Израиль передал под юрисдикцию исламского траста (ВАКФ) (англ. Jerusalem Islamic Waqf) — в управлении иорданского Министерства религиозных фондов — после чего власти как Израиля, так и Вакф запретили евреям молиться на этой территории. После того, как в 1969 году в мечети аль-Акса разразился серьёзный пожар (устроенный Денисом Майклом Роханом, австралийским христианским фундаменталистом; суд обнаружил, что он психически болен), возникли опасения касательно возможных атак на мечеть. Со своей стороны, израильские и другие евреи проявляют озабоченность по поводу раскопок, проводимых Вакфом на Храмовой горе, которые могут нанести ущерб остаткам Храма — в особенности, раскопок к северу от Соломоновых конюшен, предпринятых для создания эвакуационного выхода (что было сделано под давлением со стороны израильских властей). Некоторые еврейские источники утверждают, что раскопки Вакуфа в Соломоновых конюшнях также серьёзно повредили южную стену; однако, виной тому может также быть землетрясение 2004 года, повредившее восточную стену.
Кнессет принял закон, защищающий святые места. Был восстановлен свободный доступ представителей всех религий к святым местам внутри старого, обнесённого стенами, города. Согласно бывшему президенту США Джимми Картеру, нет «никакого сомнения, в том, что Израиль предоставил более широкий доступ к святым местам, чем это было в период контроля Иордании. Сегодня обеспечивается беспрепятственный доступ к этим местам. В 1948—1967 годах этого не было». Подобного мнения придерживаются и другие источники, включая и мусульманские. Крупнейшими исключениями являются:
- Ограничения с целью обеспечения безопасности, препятствующие доступу к святым местам некоторых арабов с Западного берега и Сектора Газа в связи с запретом на их пребывание в Иерусалиме
- Наложенные на евреев ограничения, препятствующие посещению ими Храмовой горы в связи как с политически мотивированными требованиями (согласно которым им разрешено передвигаться по Горе маленькими группами, но запрещено молиться или учиться, находясь на ней), так и религиозными эдиктами, воспрещающими евреям вторгаться на территорию, которая могла являться местом нахождения Святая Святых.

Израиль провёл перепись арабских жителей в аннексированных районах. Населению был предоставлен статус постоянных жителей и право обращения за израильским гражданством.

Карта Восточного Иерусалима, 2010 год

30 июля 1980 года Закон об Иерусалиме, поданный Геулой Коэн, был поддержан премьер-министром Менахемом Бегином и был принят в этот же день подавляющим большинством Кнессета. Согласно принятому основному Закону, Восточный Иерусалим официально аннексировался, и объединённый Иерусалим был объявлен «вечной, единой и неделимой» столицей Израиля.
В 1996 году израильский Премьер-министр Биньямин Нетаньяху санкционировал открытие выхода из Тоннеля Западной стены в Арабский квартал, который предшествующий Премьер-министр Шимон Перес распорядился, ради сохранения мира, законсервировать (заявив: «он ждал больше 1000 лет — может подождать ещё несколько»). После этого вспыхнули бунты.
В 1997 году Палестинский законодательный совет принял, а в 2002 году Председатель Палестинской национальной администрации подписал Основной закон, в котором Иерусалим провозглашался столицей Государства Палестина.
Декларативно провозглашённое ещё в 1988 году, Государство Палестина официально до сих пор не создано, хотя до 100 стран — членов ООН, заявили о его признании . Оно также входит в Лигу Арабских Государств.
В 2010 году Израиль принял законодательство, предоставляющее Иерусалиму статус высшего национального приоритета. Закон определил приоритетность строительства в пределах города и предложил жителям гранты и налоговые льготы для увеличения доступности жилья, инфраструктуры, образования, занятости, ведения бизнеса, туризма и культурных мероприятий. Министр коммуникаций Моше Кахлон сказал, что закон послал «чёткое, недвусмысленное политическое сообщение о том, что Иерусалим не будет разделён», и что «все относящиеся к палестинскому и международному сообществам, кто ожидает от нынешнего израильского правительства принятия каких бы то ни было требований касательно суверенитета Израиля над его столицей — ошибаются и впали в заблуждение».